# 三田市
三田市（さんだし）は、兵庫県の南東部に位置する市。阪神北県民局管轄区域。本項では市制前の名称である有馬郡三田町（さんだちょう）についても述べる。
摂津国が丹波国・播磨国と国境を接している阪神地域の北側に位置している。

## 地理

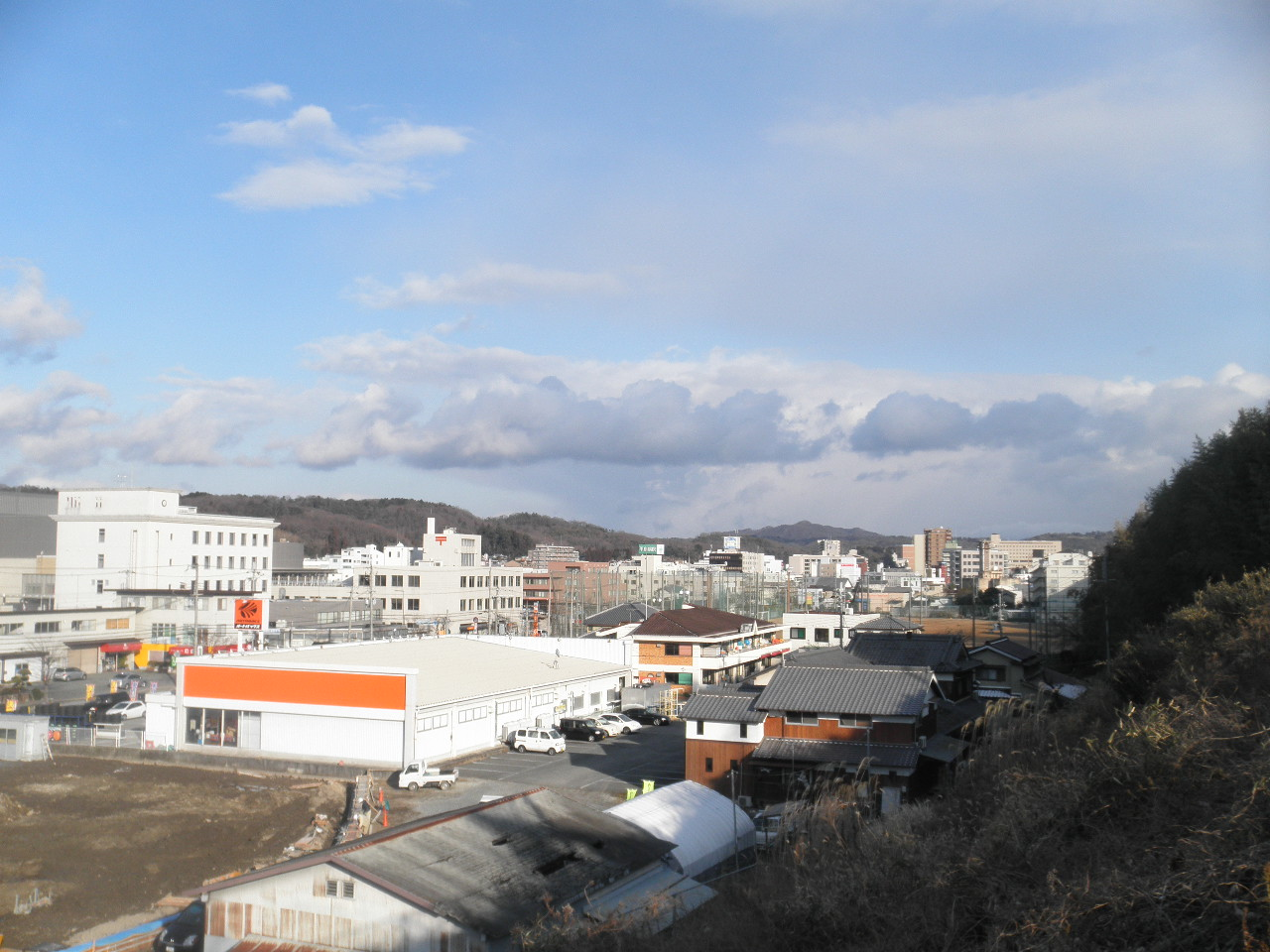
三田市の中心部
天神から市役所方向を望む

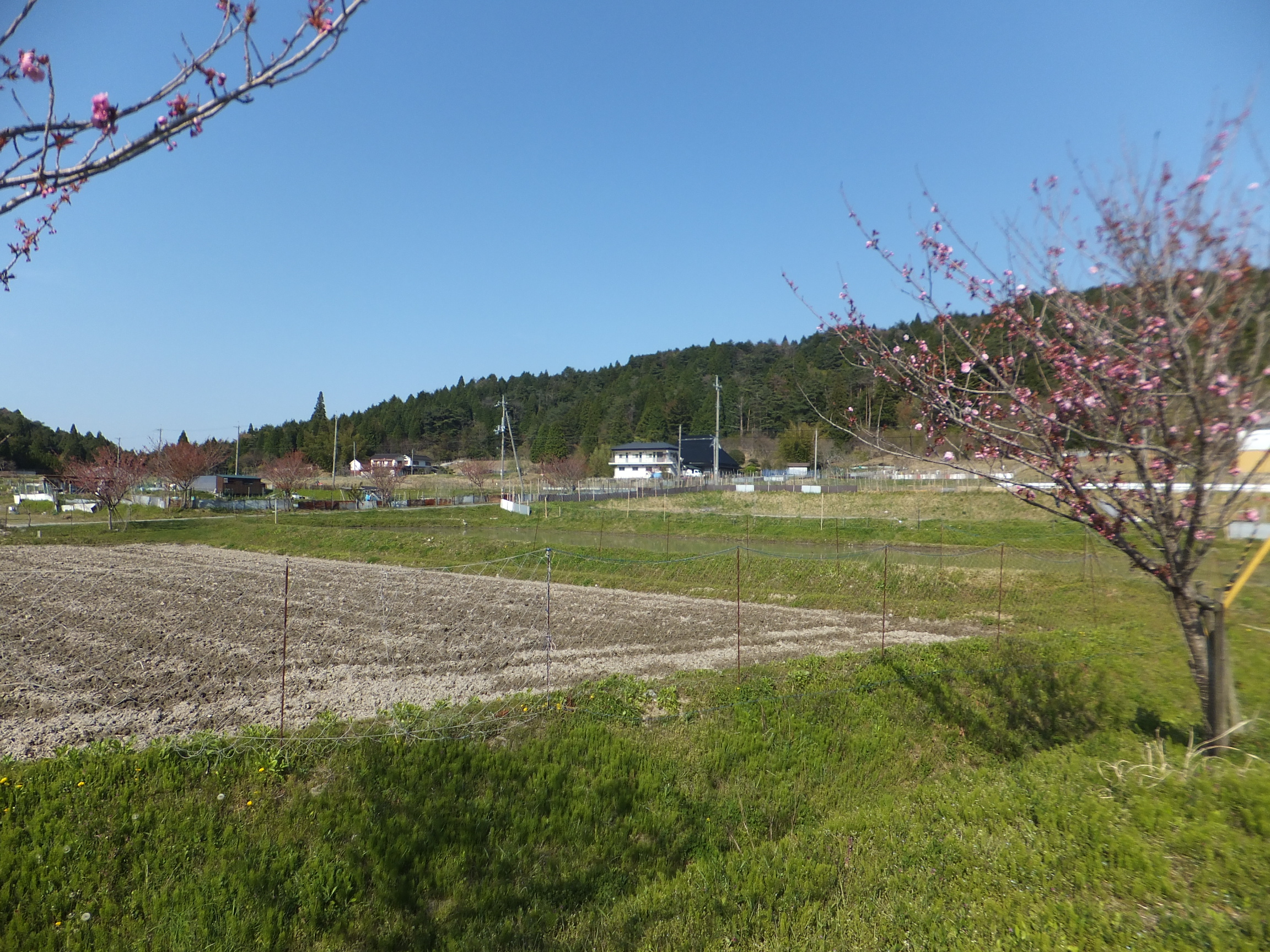
三田市の郊外である永沢寺

兵庫県南東部、六甲山地の北側に位置し、北摂北神地域の中心都市である。伊丹市、宝塚市、川西市、猪名川町とともに4市1町で「ひょうご北摂エリア」として協議会を組織している。北摂三田高等学校や北摂三田テクノパークのように「北摂」と冠称で地域名称が付与される場合がある。
かつては田園風景の広がる典型的な農村の様相を呈していたが、1980年代からの大規模住宅団地の開発と、福知山線（JR宝塚線）の複線電化の利便性向上により大阪・神戸の衛星都市として急激な発展を遂げた。今日では都市と農村の二つの顔を併せ持つ田園都市と、カルチャータウンを始めウッディタウンやフラワータウンなどの高級住宅街を有する住宅都市となっている。近年では、ウッディタウンを中心にスーパーマーケットやショッピングモールなどの新規出店が相次ぎ、阪神間隋一の激戦区となっているため商業都市でもあり、さらに阪神北地域では市内総生産が伊丹市に次いで高く、製造業の割合が高いため、工業都市でもある。市内の標高最高地点は峰山の697ｍ、最低標高地点は116mであり、市内の北部や東部は山岳地帯である。郵便番号は669-13XX〜15XX。

### 山
- 有馬富士 374m
- 羽束山 528m
- 大船山 653m
- 虚空蔵山 592m
- 三国ヶ岳 648m
- 愛宕山 648m
- 千丈寺山 589m
- 峰山697m
- 扶美ヶ岳 666m
- 峯ヶ岳 659m
- 昼ヶ岳 595m
- 奥山 580m
- 烏ヶ岳 528m

### 河川・湖沼
- 河川：武庫川、羽束川、波豆川、青野川、黒川、東条川、四斗谷川
- 湖沼：千丈寺湖、福島大池、千苅水源池

三田市が運営する浄水場には古城浄水場（水源は武庫川表流水及び山田川）、高平浄水場（水源は浅井戸）、母子浄水場（水源は勝合谷池表流水）の3つがあり、不足分を兵庫県企業庁三田浄水場（水源は武庫川表流水）から受水している。

### 人口
1958年10月1日に市制施行時に初めて統計を取った時の人口は32673人であり、兵庫県での市で一番人口が少ない自治体であった。市制施行後も人口は横ばいであり、1985年10月1日の調査まで3万人台で推移していた。しかし、大阪のベッドタウンとして、北摂三田ニュータウン開発が始まったことにより、人口が急激に増加し、1985年に4万人、1990年に6万人、1991年に7万人、1993年に8万人、1996年には10万人を突破した。人口増加率は兵庫県はおろか10年連続日本一を記録した。1999年10月1日の調査では11万395人を記録したが、その後は人口増加率が緩やかになった。2010年の国勢調査で11万4216人になった後は横ばい・減少傾向となっている。ニュータウン内に市内の人口の半分以上が居住している。新規住民が少ない農村地域やフラワータウンの高齢化対策が課題となっている。
| |                                        |  |
| 三田市と全国の年齢別人口分布（2005年） | 三田市の年齢・男女別人口分布（2005年） |  |
| ■紫色 ― 三田市 ■緑色 ― 日本全国 | ■青色 ― 男性 ■赤色 ― 女性              |  |
| 三田市（に相当する地域）の人口の推移 \| 1970年（昭和45年） \| 33,090人 \| \| \| 1975年（昭和50年） \| 35,261人 \| \| \| 1980年（昭和55年） \| 36,529人 \| \| \| 1985年（昭和60年） \| 40,716人 \| \| \| 1990年（平成2年） \| 64,560人 \| \| \| 1995年（平成7年） \| 96,279人 \| \| \| 2000年（平成12年） \| 111,737人 \| \| \| 2005年（平成17年） \| 113,572人 \| \| \| 2010年（平成22年） \| 114,216人 \| \| \| 2015年（平成27年） \| 112,691人 \| \| \| 2020年（令和2年） \| 109,238人 \| \| |                                        |  |
| 総務省統計局 国勢調査より |                                        |  |
| 1970年（昭和45年） | 33,090人                               |  |
| 1975年（昭和50年） | 35,261人                               |  |
| 1980年（昭和55年） | 36,529人                               |  |
| 1985年（昭和60年） | 40,716人                               |  |
| 1990年（平成2年） | 64,560人                               |  |
| 1995年（平成7年） | 96,279人                               |  |
| 2000年（平成12年） | 111,737人                              |  |
| 2005年（平成17年） | 113,572人                              |  |
| 2010年（平成22年） | 114,216人                              |  |
| 2015年（平成27年） | 112,691人                              |  |
| 2020年（令和2年） | 109,238人                              |  |

### 人口動態概要
2024年現在約11万人となっている。現在の人口は1996年(平成8年)とほぼ同じ水準である。三田市の人口は他の多くのベットタウンの自治体とは異なり平成初期に伸びているのが特徴である。総人口は1950年時点では3.3万人程であり1985年時点でも約4万人程度に留まっており,この期間7,000人程度(率にして2割ほど)の人口増加に過ぎなかったが,1985年以降から2000年までの15年間にかけては6万人以上(市の人口は2.7倍)の急速な人口増加期を迎えた。2010年の国勢調査で114,216人を記録してからは横ばいあるいは減少に転じた。
| 実施年 | 三田市人口(人) | 三田市増加数(人) | 三田市増加率(%) | 国内増加率(%) |
| ------ | -------------- | ---------------- | --------------- | ------------- |
| 1950年 | 33,211         | -                | -               | -             |
| 1955年 | 33,667         | 456              | 1.4             | 7.3           |
| 1960年 | 32,528         | 1,139            | 3.4             | 4.6           |
| 1965年 | 32,265         | 263              | 0.8             | 5.2           |
| 1970年 | 33,090         | 825              | 2.6             | 5.5           |
| 1975年 | 35,261         | 2,171            | 6.6             | 7.9           |
| 1980年 | 36,529         | 1,268            | 3.6             | 4.6           |
| 1985年 | 40,716         | 4,187            | 11.5            | 3.4           |
| 1990年 | 64,560         | 23,844           | 58.6            | 2.1           |
| 1995年 | 96,279         | 31,719           | 49.1            | 1.6           |
| 2000年 | 111,737        | 15,458           | 16.1            | 1.1           |
| 2005年 | 113,572        | 1,835            | 1.6             | 0.7           |
| 2010年 | 114,216        | 644              | 0.6             | 0.2           |
| 2015年 | 112,691        | 1,525            | 1.3             | 0.8           |
| 2020年 | 109,238        | 3,453            | 3.1             | 0.8           |

### 面積
1989年までの面積は211.90km2。1990年には210.34km2となり、1994年には210.22km2となった。

### 気候
冬場になると最低気温が低くなるため、「近畿のシベリア」や「兵庫のチベット」と揶揄されることがある。ただ、最低気温になるのは明け方のことであり、日中になると他都市の方が冷えることが多い。
| 三田（標高150m）の気候                                    | 三田（標高150m）の気候 | 三田（標高150m）の気候 | 三田（標高150m）の気候 | 三田（標高150m）の気候 | 三田（標高150m）の気候 | 三田（標高150m）の気候 | 三田（標高150m）の気候 | 三田（標高150m）の気候 | 三田（標高150m）の気候 | 三田（標高150m）の気候 | 三田（標高150m）の気候 | 三田（標高150m）の気候 | 三田（標高150m）の気候 |
| 月                                                        | 1月                    | 2月                    | 3月                    | 4月                    | 5月                    | 6月                    | 7月                    | 8月                    | 9月                    | 10月                   | 11月                   | 12月                   | 年                     |
| --------------------------------------------------------- | ---------------------- | ---------------------- | ---------------------- | ---------------------- | ---------------------- | ---------------------- | ---------------------- | ---------------------- | ---------------------- | ---------------------- | ---------------------- | ---------------------- | ---------------------- |
| 最高気温記録 °C （°F）                                    | 17.4 (63.3)            | 20.8 (69.4)            | 24.3 (75.7)            | 29.1 (84.4)            | 31.6 (88.9)            | 35.4 (95.7)            | 37.2 (99)              | 38.4 (101.1)           | 36.8 (98.2)            | 32.1 (89.8)            | 26.3 (79.3)            | 22.1 (71.8)            | 38.4 (101.1)           |
| 平均最高気温 °C （°F）                                    | 7.7 (45.9)             | 8.7 (47.7)             | 12.6 (54.7)            | 18.5 (65.3)            | 23.5 (74.3)            | 26.5 (79.7)            | 30.2 (86.4)            | 31.8 (89.2)            | 27.4 (81.3)            | 21.7 (71.1)            | 16.0 (60.8)            | 10.3 (50.5)            | 19.6 (67.3)            |
| 日平均気温 °C （°F）                                      | 2.5 (36.5)             | 3.3 (37.9)             | 6.8 (44.2)             | 12.3 (54.1)            | 17.5 (63.5)            | 21.6 (70.9)            | 25.5 (77.9)            | 26.4 (79.5)            | 22.3 (72.1)            | 16.1 (61)              | 10.0 (50)              | 4.7 (40.5)             | 14.1 (57.4)            |
| 平均最低気温 °C （°F）                                    | −2.2 (28)              | −1.8 (28.8)            | 1.0 (33.8)             | 5.9 (42.6)             | 11.4 (52.5)            | 17.1 (62.8)            | 21.6 (70.9)            | 22.1 (71.8)            | 17.9 (64.2)            | 11.0 (51.8)            | 4.4 (39.9)             | −0.4 (31.3)            | 9.0 (48.2)             |
| 最低気温記録 °C （°F）                                    | −10.1 (13.8)           | −9.5 (14.9)            | −6.3 (20.7)            | −2.8 (27)              | −1.2 (29.8)            | 7.0 (44.6)             | 12.6 (54.7)            | 14.1 (57.4)            | 7.6 (45.7)             | 0.1 (32.2)             | −3.7 (25.3)            | −10.6 (12.9)           | −10.6 (12.9)           |
| 降水量 mm （inch）                                        | 41.7 (1.642)           | 52.6 (2.071)           | 92.8 (3.654)           | 94.7 (3.728)           | 125.5 (4.941)          | 165.1 (6.5)            | 171.1 (6.736)          | 128.4 (5.055)          | 165.5 (6.516)          | 127.5 (5.02)           | 66.5 (2.618)           | 50.4 (1.984)           | 1,281.8 (50.465)       |
| 平均降水日数 （≥1.0 mm）                                  | 5.8                    | 6.8                    | 9.8                    | 9.4                    | 10.1                   | 11.4                   | 10.5                   | 8.4                    | 10.3                   | 8.5                    | 6.4                    | 6.6                    | 104.0                  |
| 平均月間日照時間                                          | 134.6                  | 128.9                  | 157.8                  | 181.2                  | 182.9                  | 131.9                  | 148.4                  | 198.7                  | 146.7                  | 158.5                  | 143.2                  | 140.5                  | 1,853.3                |
| 出典：気象庁 （平均値：1991年-2020年、極値：1978年-現在） |                        |                        |                        |                        |                        |                        |                        |                        |                        |                        |                        |                        |                        |

### 隣接している自治体・行政区
2010年国勢調査における大阪市への通勤率は13.8%、神戸市への通勤率は12.3%だった。
- 神戸市（北区）
- 宝塚市
- 丹波篠山市
- 三木市
- 加東市
- 川辺郡猪名川町

## 歴史

### 市名の由来
「金心寺の弥勒菩薩坐像の胎内に記された恩田・悲田・敬田の『三福田』に由来する」という説が旧『三田市史』などに掲載されているが、新版『三田市史』（2012年完結）編纂時の調査時には確認できず、現在は地域の伝承として扱われている。
音読みの「サン」に、訓読みの「だ」が接続するのは異例。なお、「三田村」の表記が確認できる最古の記録は、室町時代後期の寛正7年（1477年）の古文書。

### 古代
三田盆地は旧石器時代から、人々が暮らした痕跡がある。2万5千年前の遺跡である広野地区の溝口遺跡からはナイフ形石器のほか、縄文時代の石鏃などが出土している。ニュータウン開発で発見されたけやき台の有鼻遺跡や平方遺跡は弥生時代中期の遺跡で、ここからは畿内最古の鉄剣や鉄斧などの鉄器類や竪穴建物跡などが検出されている。古墳時代には武庫川と青野川が合流する流域は須恵器の産地となっていたようで、本庄地区の東仲古墳 、沢山1号墳など石室を持った古墳とともに須恵器の窯跡が検出されており、「末（すえ）」という地名は今も残っている。これは三田市の北西に隣接する丹波篠山市今田地区で生産されている立杭焼（丹波焼）の起源の一つと考えられている。また、青野川とともに青野ダムを形成する黒川沿いの小野地区にある伊勢貝遺跡は、縄文時代から平安時代にかけての集落の遺構が検出される複合遺跡である。

### 中世
現在の市街地エリアに町が形成されたのは7・8世紀頃からと考えられる。三田地区・三輪地区一帯は7世紀以前から日本最古の神社と言われる大和国一ノ宮である大神神社の荘園となっており、大和国城上郡の松山氏が荘官として管理し通称「松山の庄」と呼ばれていた。また、金心寺が建立されると武庫川より南西部に門前町が形成された。
北東部の三輪地区はその後も大神神社の荘園であったが、14世紀の松山彈正が荘官の時、荘園制度が崩れ武装の必要性が生じ、有馬郡の三輪明神信仰の聖地となっていた丸山に城を築くと同時に三輪神社の社殿を奉納する。これにより三輪地区でも門前町を形成していき、武庫川を挟んで金心寺と三輪神社の門前町が融合する形で有馬郡の中心地へと発展していく。
平安時代から鎌倉時代にかけて市域の各地には多くの荘園が作られ、地頭である豪族が桑原城、貴志城、大原城などの小さな山城を築いて統治していた。

### 三田藩
室町時代に播磨国守護だった赤松則村（円心）の四男・赤松氏範が有馬郡を領有し三田城（車瀬城）を築城する。その後も赤松氏を出自とする摂津有馬氏が領有していたが、戦国時代に織田信長の家臣だった荒木村重が摂津国を平定すると丹波国攻略のために三田を城下町として整備する。荒木村重が謀反を起こし織田信長に討たれると（有岡城の戦い）、信長の家臣・山崎片家が近江国から2万3千石で入封したことで三田藩が成立する。江戸時代には志摩国鳥羽藩から九鬼久隆が3万6千石で入封し、廃藩置県までの約240年間、九鬼氏が三田藩を統治した。
なお、北部の高平地区は多田源氏の所領として多田荘に属し、江戸時代は現在の大阪府豊中市に本拠を置いていた麻田藩の青木氏1万2千石の所領で、1896年（明治29年）に有馬郡に移管されるまで川辺郡に属していた。

### 近代

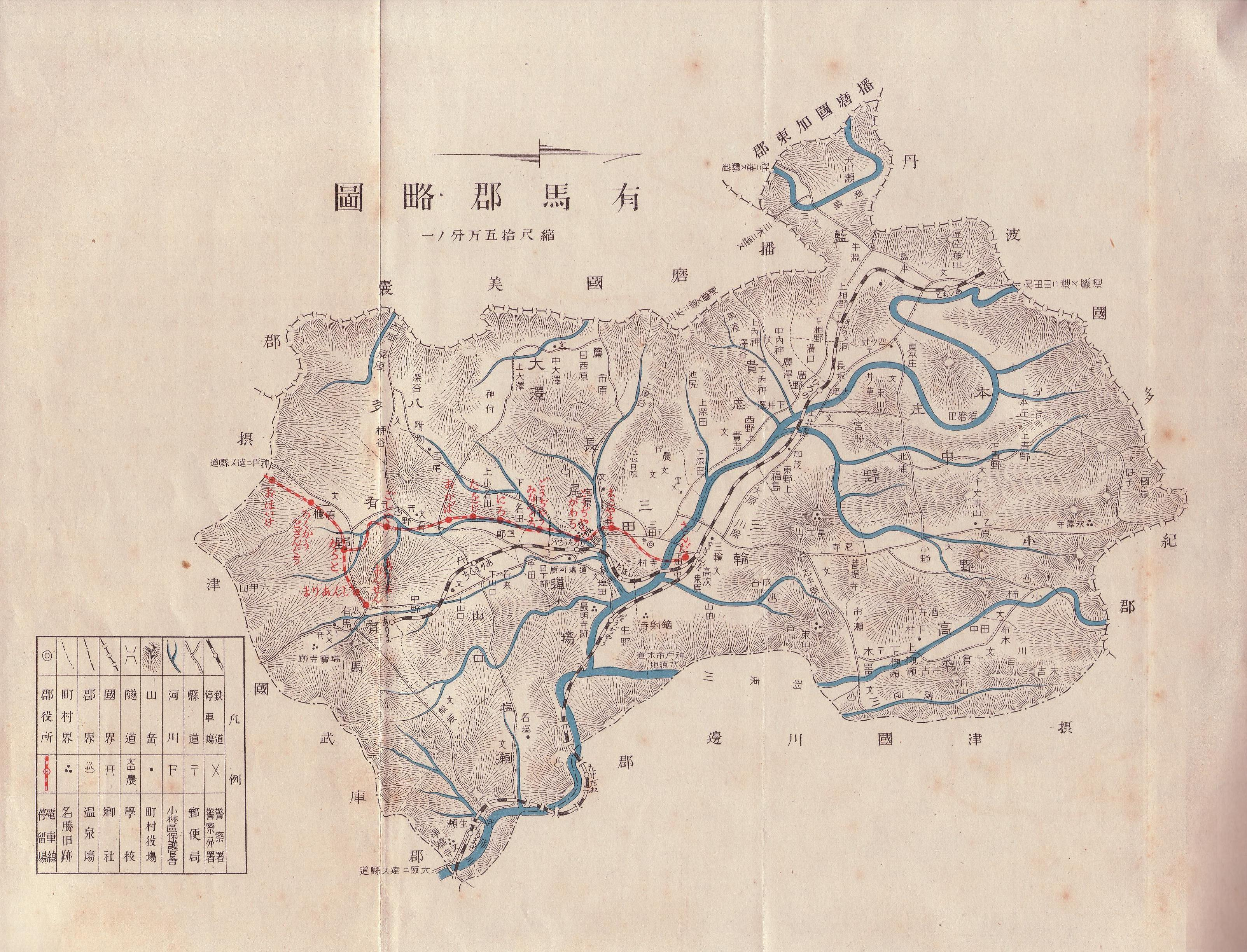
有馬郡時代の三田周辺地図「有馬郡全図」 出典:有馬郡誌

- 1871年（明治4年） 廃藩置県により三田県となり後に兵庫県に編入。
- 1879年（明治12年） 三田町に有馬郡2町12ヶ村の郡役所設置。
- 1899年（明治32年） 阪鶴鉄道（後の国鉄、現・JR西日本福知山線）開通。三田駅、広野駅、相野駅、藍本駅が開業。
- 1912年（明治45年）旧制三田中学校（現・三田学園）開校。
- 1915年（大正4年） 有馬鉄道（後の国鉄有馬線）開通。
- 1928年（昭和3年） 神戸有馬電気鉄道（現・神戸電鉄）三田線開通。三田駅、横山駅が開業。
- 1929年（昭和4年） 神戸有馬電気鉄道三田線 三田本町駅が開業。
- 1943年（昭和18年） 国鉄有馬線休止(そのまま事実上の廃止)。

### 現代

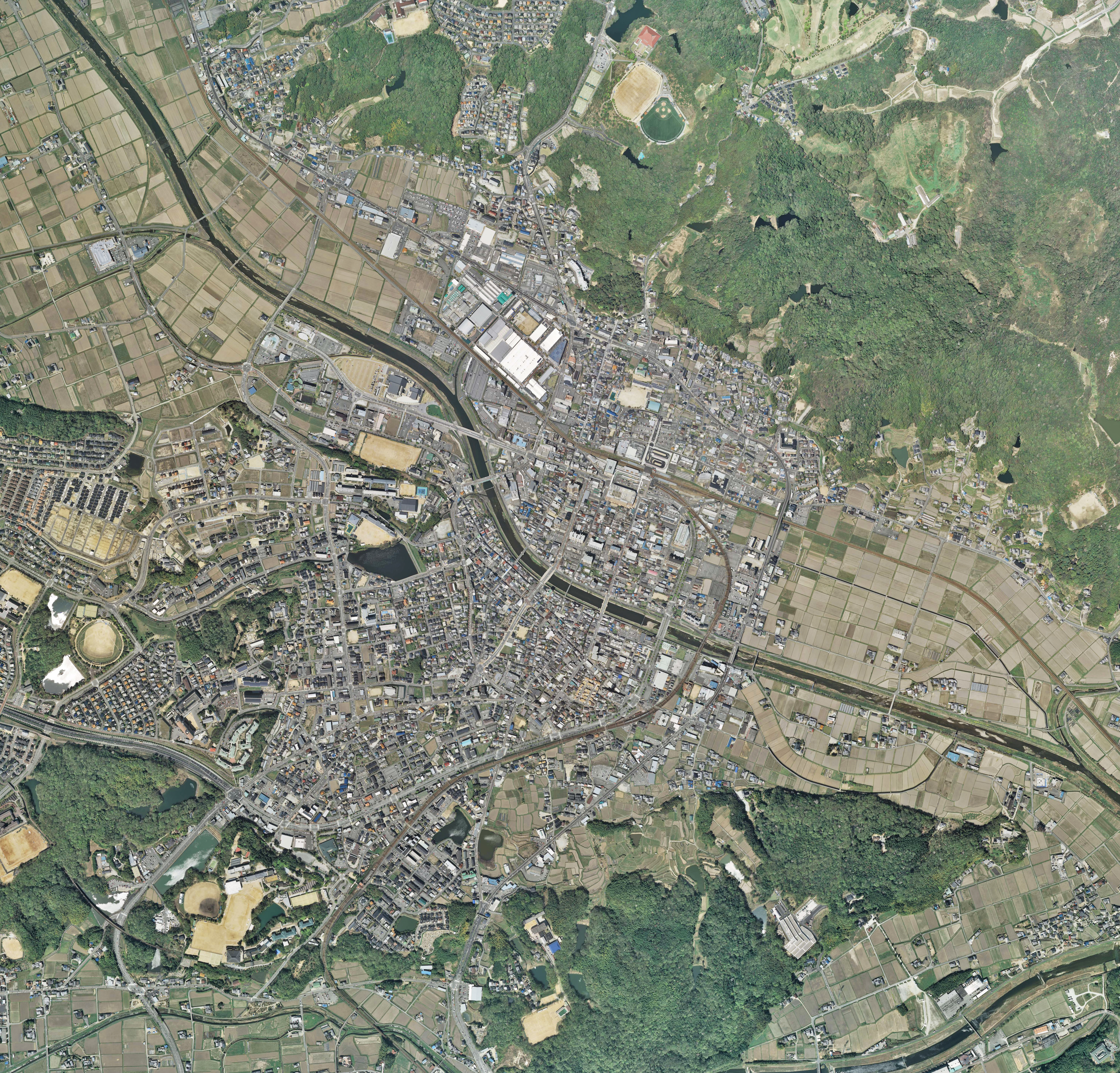
三田市中心部周辺の空中写真。2009年4月18日撮影の10枚を合成作成。

- 1956年（昭和31年）12月7日 現在の市章である町章を制定する[4][15][16][17]。
- 1958年（昭和33年）7月1日 単独市制を実施、三田市が誕生する[18]（兵庫県下21番目の市[※ 1]）。これにより、有馬郡は消滅。
- 1965年（昭和40年）9月30日 福祉都市宣言を制定する[19]。
- 1967年（昭和42年） 三田学園高等学校が選抜高等学校野球大会初出場を決める。
- 1968年（昭和43年） 北摂ニュータウン・青野ダム開発計画発表。
- 1968年（昭和43年） 市花・市木を制定する[4]。
- 1968年（昭和43年）6月29日 市旗を制定する[20]。
- 1973年（昭和48年） 北摂ニュータウン起工。
- 1974年（昭和49年） 中央公民館落成。
- 1975年（昭和50年） 市立全校園で完全給食化。
- 1978年（昭和53年） 第1回・三田まつり開催。
- 1981年（昭和56年） 北摂ニュータウン（南地区）入居開始。
- 1982年（昭和57年） 北摂ニュータウン（翌年、北摂三田ニュータウンに改称）街開き。
- 1985年（昭和60年） マスコットを決める[4]。
- 1986年（昭和61年） 国鉄（現・JR西日本）福知山線全線電化。宝塚〜新三田間複線化。新三田駅が開業。 兵庫県立北摂三田高等学校開校式（ニュータウン初の県立高校）。
- 1987年（昭和62年） 北摂三田テクノパーク操業開始。
- 1988年（昭和63年） 近畿自動車道舞鶴線（現・舞鶴若狭自動車道）三田西IC、中国自動車道 神戸三田ICが開通。高速バス（福知山高速線）運転開始。
- 1989年（平成元年） 福知山線に快速電車が設定。
- 1990年（平成2年） 六甲北有料道路が開通。三田市立図書館開館。
- 1991年（平成3年） 神戸電鉄公園都市線 横山 - フラワータウン間開通。
- 1992年（平成4年） 兵庫県立人と自然の博物館が開館。
- 1993年（平成5年） 兵庫県立三田西陵高等学校開校式。人口増加率が県下で10年連続1位（全国では6年連続1位）
- 1994年（平成6年） 高平ふるさと交流センター開館。三田幹線が全線開通。
- 1995年（平成7年） 関西学院大学神戸三田キャンパス開設（西宮市のキャンパスとは別途新設）。 三田市民病院（新庁舎）開院。フラワータウン市民センター開館。
- 1996年（平成8年） 神戸電鉄公園都市線 フラワータウン - ウッディタウン中央間開通。人口10万人突破。広野市民センター開館。
- 1997年（平成9年） JR西日本福知山線 新三田〜篠山口間複線化。人口増加率10年連続日本一。
- 1998年（平成10年） トライやる・ウィークを初めて実施。福知山高速線廃止。
- 1999年（平成11年） 新三田駅前立体駐輪・駐車場が供用開始。
- 2000年（平成12年） 藍市民センター開館。センチュリーパーク（三田ウッディタウンサティなど）が営業開始。
- 2001年（平成13年） 市街地循環バスの試験運行開始（神姫バスが運行受託）
- 2002年（平成14年） 兵庫県立三田祥雲館高等学校開校式。
- 2003年（平成15年） Honey FM（ハニーエフエム）が本放送開始。放送局は弥生が丘のフローラ88。
- 2004年（平成16年）3月 三田市ツーリズム振興指針を策定する[21]。
- 2004年（平成16年）4月1日 湊川女子高等学校が男女共学化し、三田松聖高等学校に名称変更。
- 2004年（平成16年）5月 市内の3700万年前の地層から炭獣の化石が発見された（サンダタンジュウ）。
- 2005年（平成17年）3月6日 三田ツーリズムを開催する[21][22]。
- 2005年（平成17年）9月15日 三田駅前一番館「キッピーモール」開業。
- 2005年（平成17年） ウッディタウン市民センター開館。
- 2005年（平成17年） 全国育樹祭が兵庫県で開催。皇太子徳仁親王が市内訪問。
- 2006年（平成18年） 行革断行プラン公表。のじぎく兵庫国体開催（ハンドボール女子、軟式野球）
- 2007年（平成19年） 三田市総合文化センター（愛称：郷の音ホール）開館。同時に三田市民会館閉館。
- 2008年（平成20年）7月1日 三田市制50周年。
- 2012年（平成24年）3月 三田まちづくり憲章を制定する[9]。
- 2015年（平成27年）1月13日 市役所新庁舎が供用開始。

### 行政区画の変遷
- 1889年（明治22年）4月1日 - 町村制の施行により、有馬郡三田・三田屋敷町・三田村・寺村および下深田村の飛地の区域をもって三田町が発足。
- 1943年（昭和18年）12月20日 - 有馬郡貴志村の一部（下深田・上深田・池尻・貴志）を編入。
- 1956年（昭和31年）9月30日 - 有馬郡三輪町・広野村・小野村・高平村と合併し、改めて三田町が発足。
- 1957年（昭和32年）7月18日 - 有馬郡相野町を編入。
- 1958年（昭和33年）7月1日 - 市制施行して三田市となる。

## 行政

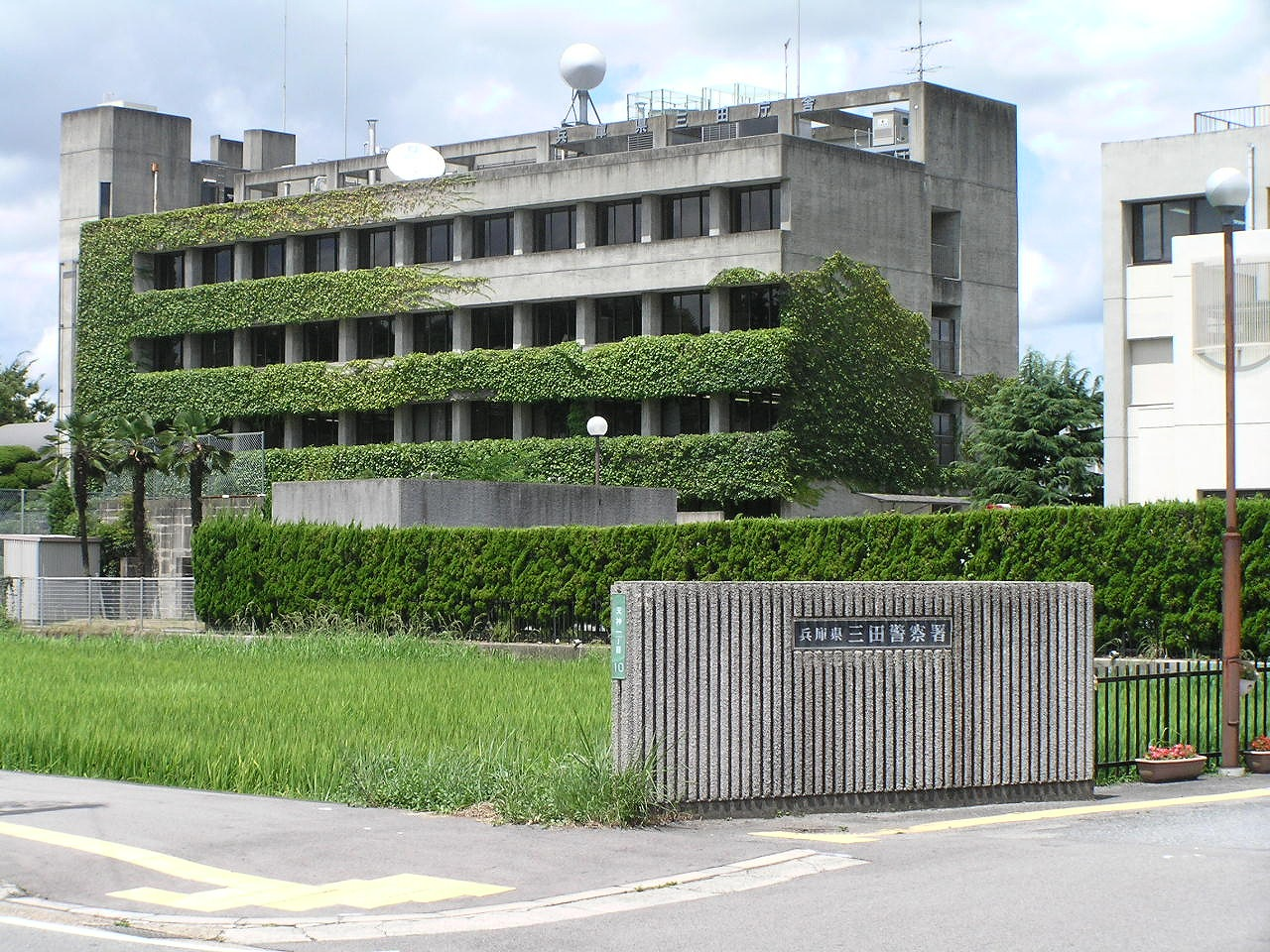
兵庫県三田庁舎

- 市長：田村克也（2023年8月8日就任）[23]

### 歴代市長
1. 西藤五郎（1958年8月 - 1967年8月）
2. 赤尾茂（1967年8月 - 1971年8月）
3. 岡崎元次（1971年8月 - 1979年8月）
4. 塔下真次（1979年8月 - 1999年8月）
5. 岡田義弘（1999年8月 - 2007年8月）
6. 竹内英昭（2007年8月 - 2015年8月）
7. 森哲男（2015年8月 - 2023年8月）
8. 田村克也（2023年8月 - ）

### 姉妹都市・提携都市
日本国内
- 鳥羽市（三重県）[4]
2011年7月1日友好都市提携[9]

日本国外
- ブルーマウンテンズ市（オーストラリア連邦ニューサウスウェールズ州）[4]
1988年8月30日姉妹都市提携[9]
- キッティタス郡（アメリカ合衆国ワシントン州）[4]
1992年4月6日友好都市提携[9]
- 済州市（旧・北済州郡、大韓民国済州特別自治道）[4]
1997年7月31日友好都市提携[9]

### 市のシンボル
市の木はアカマツ、市の花はサツキである。市の鳥は選定されていないが、市のマスコットの「キッピー」はキジがモチーフになっている。

## 議会

### 兵庫県議会
2023年兵庫県議会議員選挙
- 選挙区：三田市選挙区
- 定数：2人
- 任期：2023年4月30日 - 2027年4月29日
- 投票日：2023年4月9日
- 当日有権者数：89,446人
- 投票率：42.44％

| 候補者名 | 当落 | 年齢 | 党派名       | 新旧別 | 得票数   |
| -------- | ---- | ---- | ------------ | ------ | -------- |
| 中田英一 | 当   | 41   | 立憲民主党   | 現     | 10,906票 |
| 白井和弥 | 当   | 47   | 自由民主党   | 新     | 10,012票 |
| 小山裕久 | 落   | 52   | 日本維新の会 | 新     | 9,617票  |
| 関口正人 | 落   | 65   | 無所属       | 現     | 7,082票  |

2019年兵庫県議会議員選挙
- 選挙区：三田市選挙区
- 定数：2人
- 任期：2019年6月11日 - 2023年4月30日[24]
- 投票日：2019年4月7日
- 当日有権者数：92,474人
- 投票率：39.07％

| 候補者名 | 当落 | 年齢 | 党派名       | 新旧別 | 得票数   |
| -------- | ---- | ---- | ------------ | ------ | -------- |
| 中田英一 | 当   | 37   | 立憲民主党   | 元     | 12,921票 |
| 関口正人 | 当   | 61   | 日本維新の会 | 現     | 12,303票 |
| 今北義明 | 落   | 63   | 自由民主党   | 新     | 10,427票 |

### 衆議院
- 選挙区：兵庫5区（豊岡市、川西市（旧東谷村域）、三田市、篠山市、養父市、丹波市、朝来市、川辺郡、美方郡）
- 任期：2021年10月31日 - 2025年10月30日
- 当日有権者数：368,205人
- 投票率：61.59％

| 当落 | 候補者名 | 年齢 | 所属党派     | 新旧別 | 得票数   | 重複 |
| ---- | -------- | ---- | ------------ | ------ | -------- | ---- |
| 当   | 谷公一   | 69   | 自由民主党   | 前     | 94,656票 | ○    |
| 比当 | 遠藤良太 | 36   | 日本維新の会 | 新     | 65,714票 | ○    |
|      | 梶原康弘 | 65   | 立憲民主党   | 元     | 62,414票 | ○    |

## 町名
| 町名               | 町名の読み         | 町区域設定年月日 | 住居表示実施年月日 | 町区域設定前の町名等 | 住居表示実施前の町名等 |  |
| ------------------ | ------------------ | ---------------- | ------------------ | -------------------- | ---------------------- |  |
| 相生町             | あいおいちょう     |                  |                    |                      |                        |  |
| 藍本               | あいもと           |                  | 未実施             |                      |                        |  |
| あかしあ台一丁目   | あかしあだい       |                  |                    |                      |                        |  |
| あかしあ台二丁目   | あかしあだい       |                  |                    |                      |                        |  |
| あかしあ台三丁目   | あかしあだい       |                  |                    |                      |                        |  |
| あかしあ台四丁目   | あかしあだい       |                  |                    |                      |                        |  |
| あかしあ台五丁目   | あかしあだい       |                  |                    |                      |                        |  |
| 池尻               | いけじり           |                  | 未実施             |                      |                        |  |
| 市之瀬             | いちのせ           |                  | 未実施             |                      |                        |  |
| 井ノ草             | いのくさ           |                  | 未実施             |                      |                        |  |
| 馬渡               | うまわたり         |                  | 未実施             |                      |                        |  |
| 永沢寺             | えいたくじ         |                  | 未実施             |                      |                        |  |
| 駅前町             | えきまえちょう     |                  |                    |                      |                        |  |
| 大川瀬             | おおかわせ         |                  | 未実施             |                      |                        |  |
| 大畑               | おおはた           |                  | 未実施             |                      |                        |  |
| 大原               | おおはら           |                  | 未実施             |                      |                        |  |
| 乙原               | おちばら           |                  | 未実施             |                      |                        |  |
| 小野               | おの               |                  | 未実施             |                      |                        |  |
| 学園一丁目         | がくえん           |                  |                    |                      |                        |  |
| 学園二丁目         | がくえん           |                  |                    |                      |                        |  |
| 学園三丁目         | がくえん           |                  |                    |                      |                        |  |
| 学園四丁目         | がくえん           |                  |                    |                      |                        |  |
| 学園五丁目         | がくえん           |                  |                    |                      |                        |  |
| 学園六丁目         | がくえん           |                  |                    |                      |                        |  |
| 学園七丁目         | がくえん           |                  |                    |                      |                        |  |
| 学園八丁目         | がくえん           |                  |                    |                      |                        |  |
| 香下               | かした             |                  | 未実施             |                      |                        |  |
| 上相野             | かみあいの         |                  | 未実施             |                      |                        |  |
| 上青野             | かみあおの         |                  | 未実施             |                      |                        |  |
| 上井沢             | かみいさわ         |                  | 未実施             |                      |                        |  |
| 上内神             | かみうちがみ       |                  | 未実施             |                      |                        |  |
| 上槻瀬             | かみつきせ         |                  | 未実施             |                      |                        |  |
| 上深田             | かみふかた         |                  | 未実施             |                      |                        |  |
| 上本庄             | かみほんじょう     |                  | 未実施             |                      |                        |  |
| 加茂               | かも               |                  | 未実施             |                      |                        |  |
| 川除               | かわよけ           |                  | 未実施             |                      |                        |  |
| 川原               | かわら             |                  | 未実施             |                      |                        |  |
| 貴志               | きし               |                  | 未実施             |                      |                        |  |
| 北浦               | きたうら           |                  | 未実施             |                      |                        |  |
| 桑原               | くわばら           |                  | 未実施             |                      |                        |  |
| けやき台一丁目     | けやきだい         |                  |                    |                      |                        |  |
| けやき台二丁目     | けやきだい         |                  |                    |                      |                        |  |
| けやき台三丁目     | けやきだい         |                  |                    |                      |                        |  |
| けやき台四丁目     | けやきだい         |                  |                    |                      |                        |  |
| けやき台五丁目     | けやきだい         |                  |                    |                      |                        |  |
| けやき台六丁目     | けやきだい         |                  |                    |                      |                        |  |
| 木器               | こうづき           |                  | 未実施             |                      |                        |  |
| 小柿               | こがき             |                  | 未実施             |                      |                        |  |
| 酒井               | さかい             |                  | 未実施             |                      |                        |  |
| さくら坂           | さくらざか         |                  |                    |                      |                        |  |
| 沢谷               | さわだに           |                  | 未実施             |                      |                        |  |
| 三田町             | さんだちょう       |                  |                    |                      |                        |  |
| 志手原             | しではら           |                  | 未実施             |                      |                        |  |
| 下相野             | しもあいの         |                  | 未実施             |                      |                        |  |
| 下青野             | しもあおの         |                  | 未実施             |                      |                        |  |
| 下井沢             | しもいさわ         |                  | 未実施             |                      |                        |  |
| 下内神             | しもうちがみ       |                  | 未実施             |                      |                        |  |
| 下里               | しもさと           |                  | 未実施             |                      |                        |  |
| 下田中             | しもたなか         |                  | 未実施             |                      |                        |  |
| 下槻瀬             | しもつきせ         |                  | 未実施             |                      |                        |  |
| 下深田             | しもふかた         |                  | 未実施             |                      |                        |  |
| 末                 | すえ               |                  | 未実施             |                      |                        |  |
| 末吉               | すえよし           |                  | 未実施             |                      |                        |  |
| 鈴鹿               | すずか             |                  | 未実施             |                      |                        |  |
| すずかけ台一丁目   | すずかけだい       |                  |                    |                      |                        |  |
| すずかけ台二丁目   | すずかけだい       |                  |                    |                      |                        |  |
| すずかけ台三丁目   | すずかけだい       |                  |                    |                      |                        |  |
| すずかけ台四丁目   | すずかけだい       |                  |                    |                      |                        |  |
| 須磨田             | すまだ             |                  | 未実施             |                      |                        |  |
| 対中町             | たいなかちょう     |                  |                    |                      |                        |  |
| 高次               | たかすぎ           |                  | 未実施             |                      |                        |  |
| 高次一丁目         | たかすぎ           |                  |                    |                      |                        |  |
| 高次二丁目         | たかすぎ           |                  |                    |                      |                        |  |
| 田中               | たなか             |                  | 未実施             |                      |                        |  |
| 中央町             | ちゅうおうちょう   |                  |                    |                      |                        |  |
| つつじが丘北一丁目 | つつじがおかきた   |                  |                    |                      |                        |  |
| つつじが丘北二丁目 | つつじがおかきた   |                  |                    |                      |                        |  |
| つつじが丘北三丁目 | つつじがおかきた   |                  |                    |                      |                        |  |
| つつじが丘北四丁目 | つつじがおかきた   |                  |                    |                      |                        |  |
| つつじが丘南一丁目 | つつじがおかみなみ |                  |                    |                      |                        |  |
| つつじが丘南二丁目 | つつじがおかみなみ |                  |                    |                      |                        |  |
| つつじが丘南三丁目 | つつじがおかみなみ |                  |                    |                      |                        |  |
| つつじが丘南四丁目 | つつじがおかみなみ |                  |                    |                      |                        |  |
| テクノパーク       | てくのぱーく       |                  |                    |                      |                        |  |
| 寺村町             | てらむらちょう     |                  | 未実施             |                      |                        |  |
| 天神一丁目         | てんじん           |                  |                    |                      |                        |  |
| 天神二丁目         | てんじん           |                  |                    |                      |                        |  |
| 天神三丁目         | てんじん           |                  |                    |                      |                        |  |
| 十倉               | とくら             |                  | 未実施             |                      |                        |  |
| 友が丘一丁目       | ともがおか         |                  |                    |                      |                        |  |
| 友が丘二丁目       | ともがおか         |                  |                    |                      |                        |  |
| 友が丘三丁目       | ともがおか         |                  |                    |                      |                        |  |
| 中内神             | なかうちがみ       |                  | 未実施             |                      |                        |  |
| 中町               | なかまち           |                  |                    |                      |                        |  |
| 長坂               | ながさか           |                  | 未実施             |                      |                        |  |
| 成谷               | なるたに           |                  | 未実施             |                      |                        |  |
| 西相野             | にしあいの         |                  | 未実施             |                      |                        |  |
| 西野上             | にしのがみ         |                  | 未実施             |                      |                        |  |
| 西山一丁目         | にしやま           |                  |                    |                      |                        |  |
| 西山二丁目         | にしやま           |                  |                    |                      |                        |  |
| 尼寺               | にんじ             |                  | 未実施             |                      |                        |  |
| 狭間が丘一丁目     | はさまがおか       |                  |                    |                      |                        |  |
| 狭間が丘二丁目     | はさまがおか       |                  |                    |                      |                        |  |
| 狭間が丘三丁目     | はさまがおか       |                  |                    |                      |                        |  |
| 狭間が丘四丁目     | はさまがおか       |                  |                    |                      |                        |  |
| 狭間が丘五丁目     | はさまがおか       |                  |                    |                      |                        |  |
| 波豆川             | はずかわ           |                  | 未実施             |                      |                        |  |
| 八景町             | はっけいちょう     |                  | 未実施             |                      |                        |  |
| 東野上             | ひがしのがみ       |                  | 未実施             |                      |                        |  |
| 東本庄             | ひがしほんじょう   |                  | 未実施             |                      |                        |  |
| 東山               | ひがしやま         |                  | 未実施             |                      |                        |  |
| 広沢               | ひろさわ           |                  | 未実施             |                      |                        |  |
| 広野               | ひろの             |                  | 未実施             |                      |                        |  |
| 布木               | ふき               |                  | 未実施             |                      |                        |  |
| 福島               | ふくしま           |                  | 未実施             |                      |                        |  |
| 福島一丁目         | ふくしま           |                  | 2021年夏ごろ(予定) | 福島                 |                        |  |
| 福島二丁目         | ふくしま           |                  | 2021年夏ごろ(予定) | 福島                 |                        |  |
| 福島三丁目         | ふくしま           |                  | 2021年夏ごろ(予定) | 福島                 |                        |  |
| 富士が丘一丁目     | ふじがおか         |                  |                    |                      |                        |  |
| 富士が丘二丁目     | ふじがおか         |                  |                    |                      |                        |  |
| 富士が丘三丁目     | ふじがおか         |                  |                    |                      |                        |  |
| 富士が丘四丁目     | ふじがおか         |                  |                    |                      |                        |  |
| 富士が丘五丁目     | ふじがおか         |                  |                    |                      |                        |  |
| 富士が丘六丁目     | ふじがおか         |                  |                    |                      |                        |  |
| 洞                 | ほら               |                  | 未実施             |                      |                        |  |
| 溝口               | みぞぐち           |                  | 未実施             |                      |                        |  |
| 南が丘一丁目       | みなみがおか       |                  |                    |                      |                        |  |
| 南が丘二丁目       | みなみがおか       |                  |                    |                      |                        |  |
| 宮脇               | みやわき           |                  | 未実施             |                      |                        |  |
| 三輪               | みわ               |                  | 未実施             |                      |                        |  |
| 三輪一丁目         | みわ               |                  |                    |                      |                        |  |
| 三輪二丁目         | みわ               |                  |                    |                      |                        |  |
| 三輪三丁目         | みわ               |                  |                    |                      |                        |  |
| 三輪四丁目         | みわ               |                  |                    |                      |                        |  |
| 武庫が丘一丁目     | むこがおか         |                  |                    |                      |                        |  |
| 武庫が丘二丁目     | むこがおか         |                  |                    |                      |                        |  |
| 武庫が丘三丁目     | むこがおか         |                  |                    |                      |                        |  |
| 武庫が丘四丁目     | むこがおか         |                  |                    |                      |                        |  |
| 武庫が丘五丁目     | むこがおか         |                  |                    |                      |                        |  |
| 武庫が丘六丁目     | むこがおか         |                  |                    |                      |                        |  |
| 武庫が丘七丁目     | むこがおか         |                  |                    |                      |                        |  |
| 武庫が丘八丁目     | むこがおか         |                  |                    |                      |                        |  |
| 母子               | もうし             |                  | 未実施             |                      |                        |  |
| 屋敷町             | やしきまち         |                  |                    |                      |                        |  |
| 山田               | やまた             |                  | 未実施             |                      |                        |  |
| 弥生が丘一丁目     | やよいがおか       |                  |                    |                      |                        |  |
| 弥生が丘二丁目     | やよいがおか       |                  |                    |                      |                        |  |
| 弥生が丘三丁目     | やよいがおか       |                  |                    |                      |                        |  |
| 弥生が丘四丁目     | やよいがおか       |                  |                    |                      |                        |  |
| 弥生が丘五丁目     | やよいがおか       |                  |                    |                      |                        |  |
| 弥生が丘六丁目     | やよいがおか       |                  |                    |                      |                        |  |
| ゆりのき台一丁目   | ゆりのきだい       |                  |                    |                      |                        |  |
| ゆりのき台二丁目   | ゆりのきだい       |                  |                    |                      |                        |  |
| ゆりのき台三丁目   | ゆりのきだい       |                  |                    |                      |                        |  |
| ゆりのき台四丁目   | ゆりのきだい       |                  |                    |                      |                        |  |
| ゆりのき台五丁目   | ゆりのきだい       |                  |                    |                      |                        |  |
| ゆりのき台六丁目   | ゆりのきだい       |                  |                    |                      |                        |  |
| 横山町             | よこやまちょう     |                  |                    |                      |                        |  |
| 四ツ辻             | よつつじ           |                  | 未実施             |                      |                        |  |

- 三田市内は、旧町村を基にした7地区とニュータウンの3地区の計10地区（三田地区・三輪地区・広野地区・小野地区・高平地区・藍地区・本庄地区・フラワータウン地区・ウッディタウン地区・カルチャータウン地区）に分けられる[6][25]。

## 地域

### 文化施設
| - 兵庫県立人と自然の博物館 - 兵庫県立有馬富士公園 - ふれあいと創造の里 - 陶芸館や釣り堀、プールなど - 高平ふるさと交流センター - 広野市民センター - フラワータウン市民センター - ウッディタウン市民センター | - 藍市民センター - 野外活動センター - 三田市立図書館 - 城山公園 - 総合福祉保健センター - 郷の音ホール 総合文化センター - 多世代交流館 ふらっと |

### 医療施設
- 三田市民病院
- 国立病院機構兵庫中央病院
- 平島医院
- あさはら歯科
- おかもと小児科

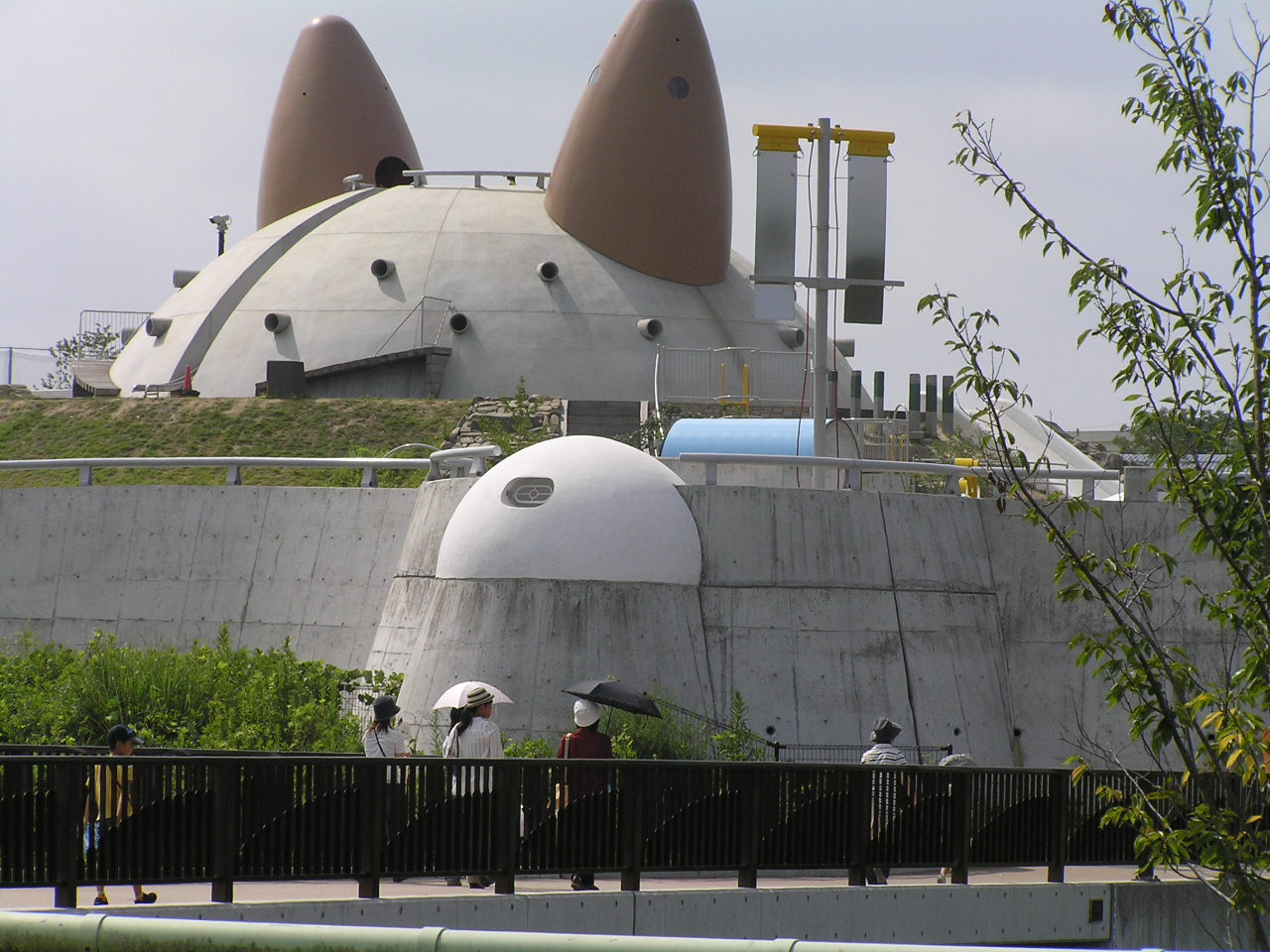
兵庫県立有馬富士公園
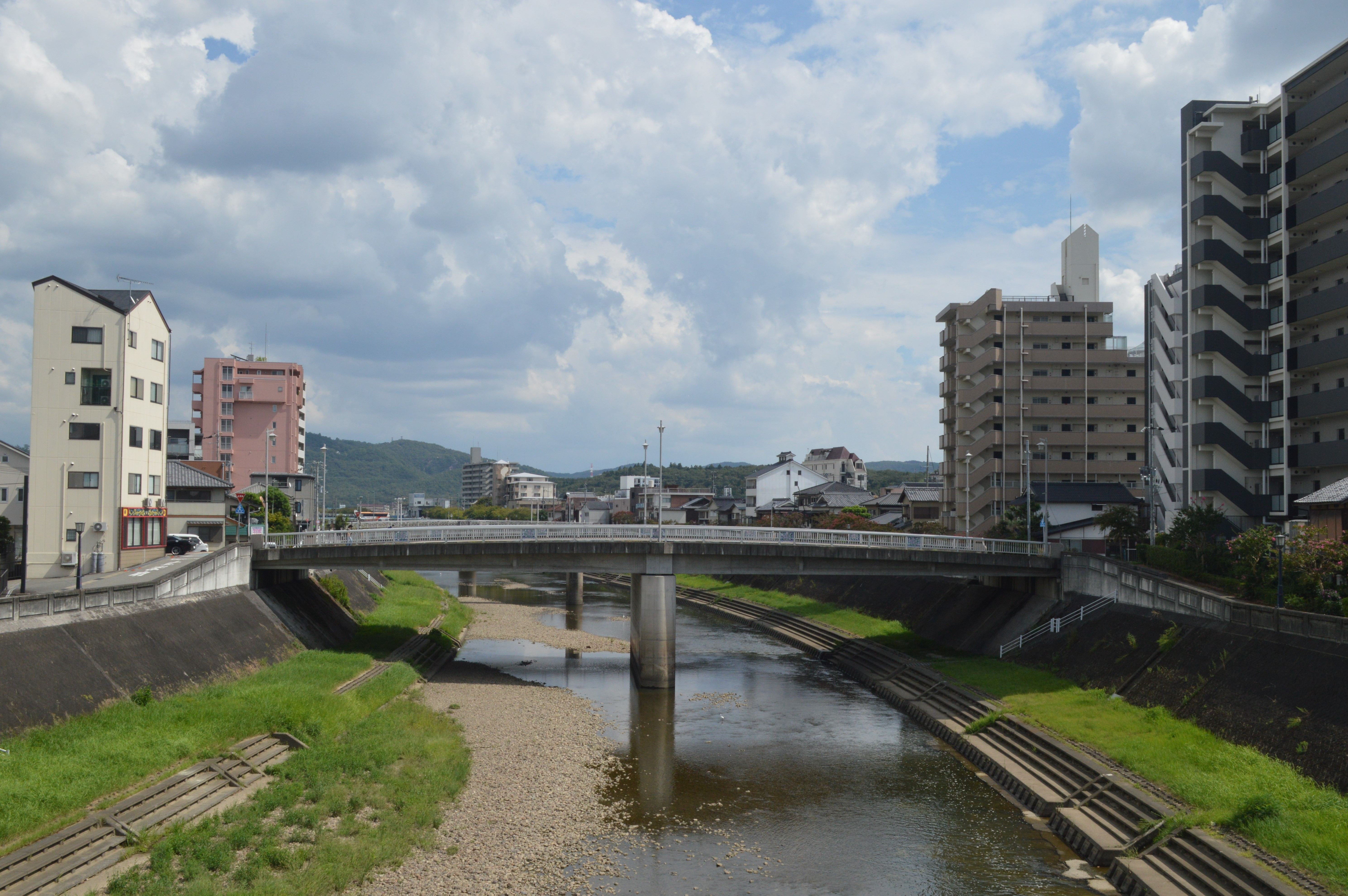
武庫川と三田市街地
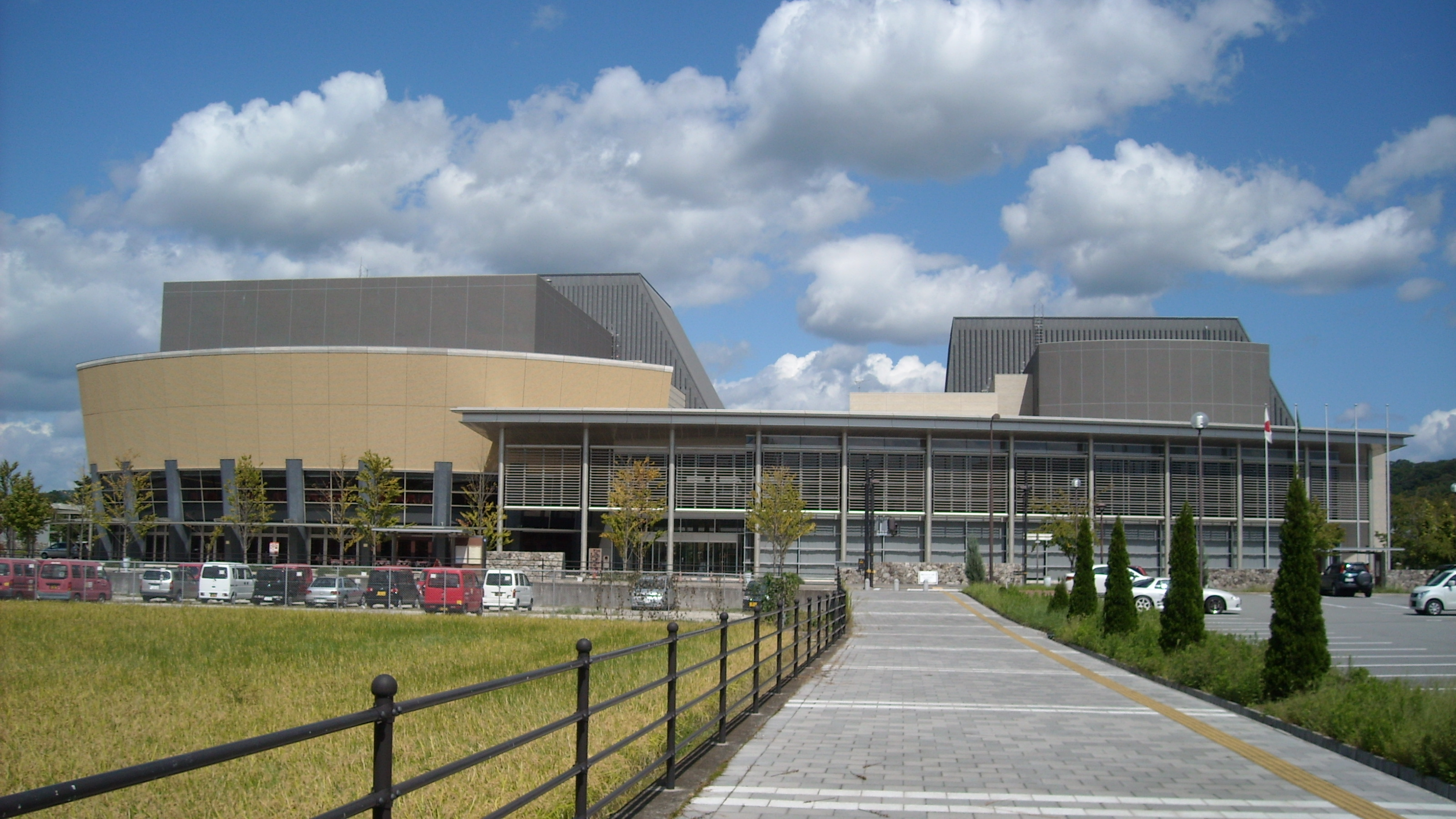
総合文化センター（郷の音ホール ）

### 経済団体
- 三田市商工会

### 住宅団地
- 都市再生機構あかしあ台ハイツ
- 都市再生機構あかしあ台ハイツ第2
- 都市再生機構すずかけ台ハイツ
- 都市再生機構すずかけ台ハイツ第2
- 都市再生機構すずかけ台ハイツ第3
- 県営三田高次住宅
- 県営三田武庫が丘住宅
- 県営三田狭間が丘住宅
- 県営三田富士が丘住宅
- 県営三田大池住宅
- フラワータウンアミル21
- サンディパークス
- セントラルヒルズ
- ディア・コルモ武庫が丘
- グリーンスクエア三田
- 藤和ライブタウン三田
- 東急ドエル・アルス三田ウッディタウン中央
- 三田カルチャータウン・リフォレ

## 経済

### 産業
- 主な産業：農業（三田米、山田錦、母子茶、松茸）・酪農・畜産（三田牛）
- 北摂三田テクノパーク
- 三田工業団地

### 市内の主な大型商業施設
- キッピーモール
- イオン三田ウッディタウン店
- アクロスプラザ三田ウッディタウン
- センチュリーガーデンフレスポ
- けやきプラザ
- えるむプラザ

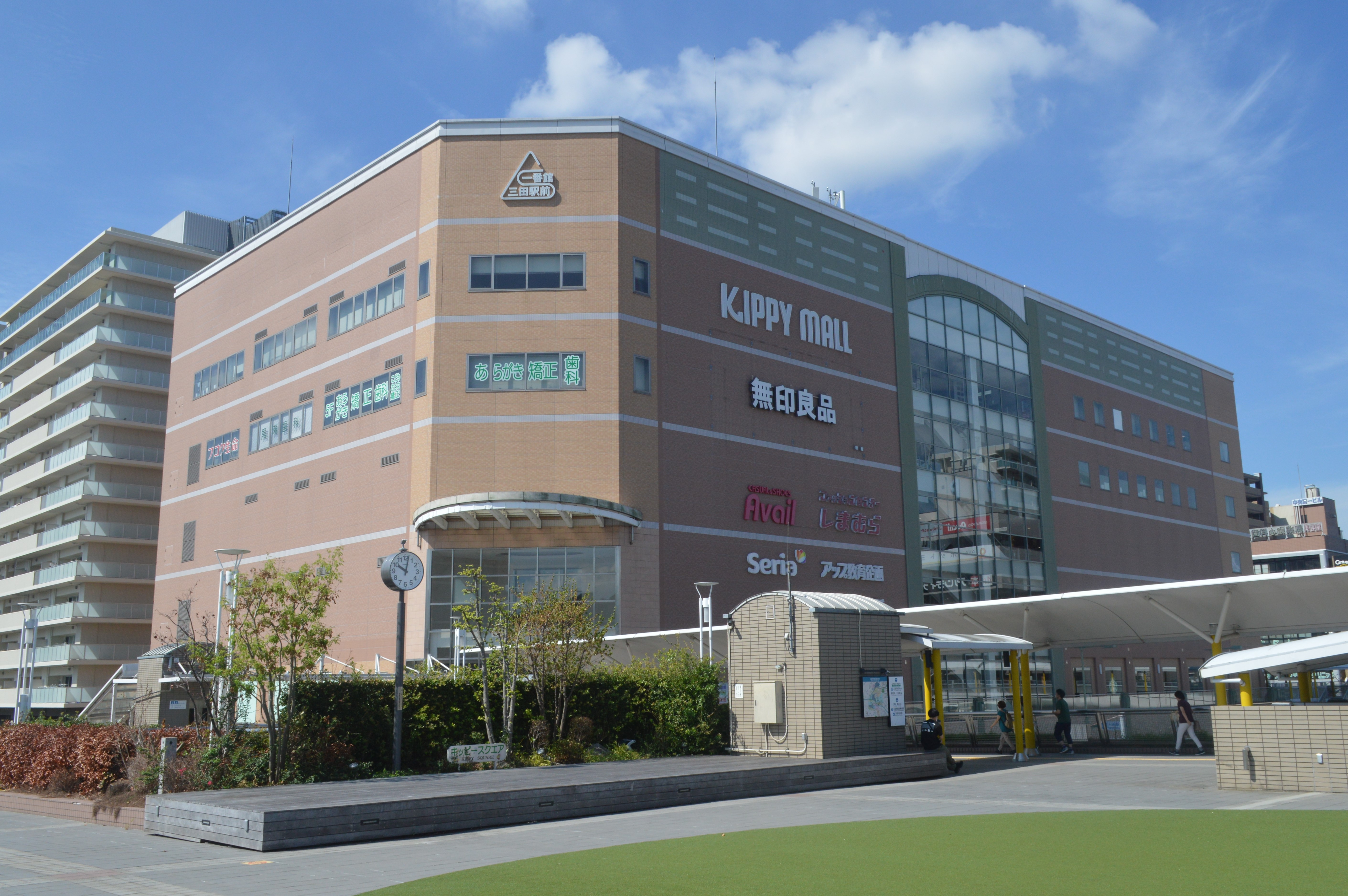
キッピーモール

三田駅前再開発によりキッピーテラス、フローラ88跡地にそよら三田フラワータウンが2027年に開業予定。

### 市内の主な企業

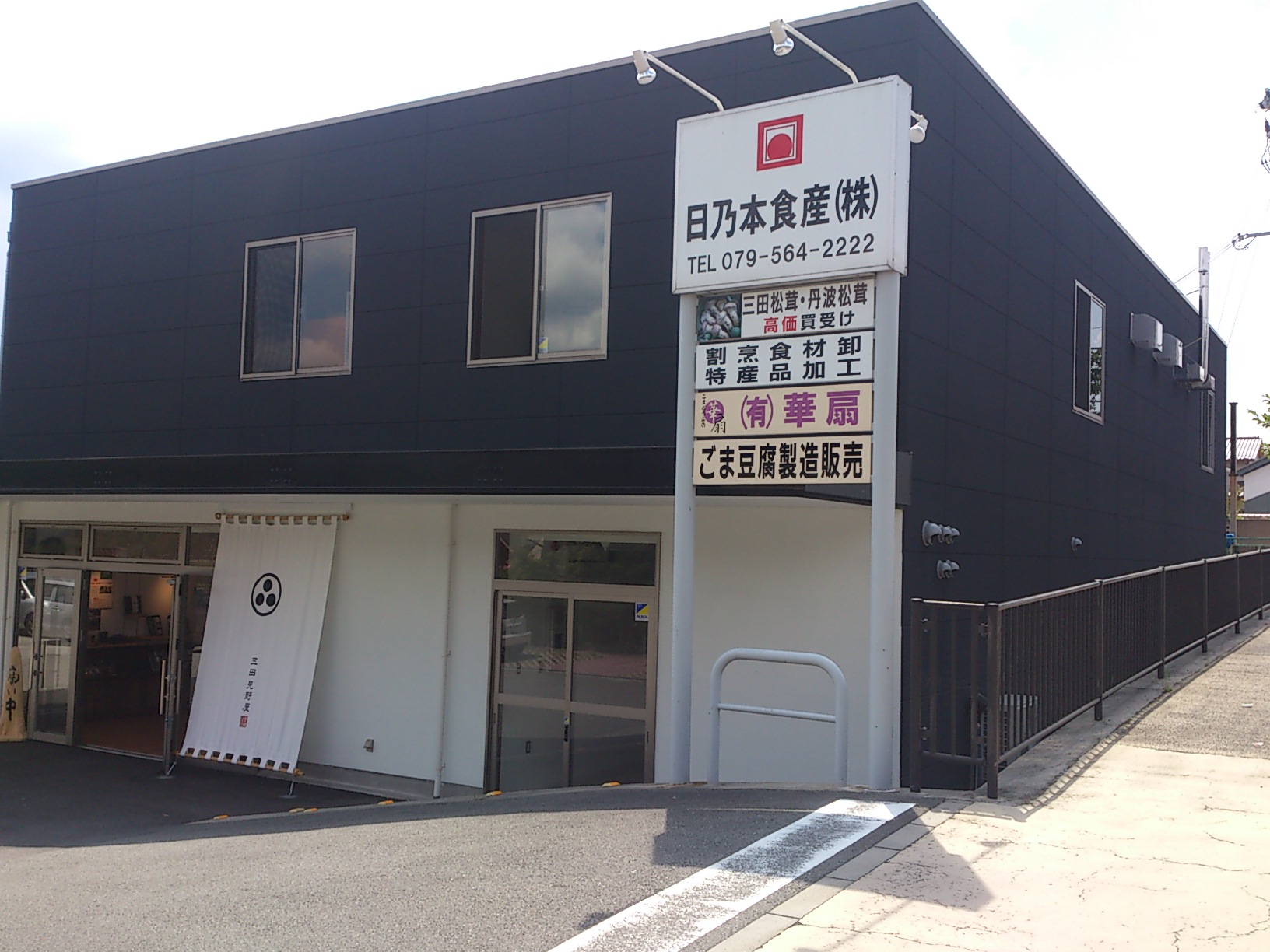
日乃本食産

#### 本拠を置く企業
- トキトレーディング[26][27]
- パティシエ エス コヤマ[28]
- 日乃本食産[29] - 日本で初めて日本ハラール協会から認証を受けた食品工場を持つ。
- 日立オートモーティブシステムズ[27]
- 伏見[27]
- 三田屋本店 やすらぎの郷[30]
- 戎産業[27][31]
- アスコエンジニアリング[27]
- リュウビシステム[32]
- モリタ
- モリタエコノス

#### 支店・営業所・工場を置く企業
- 三菱電機 三田製作所
- 沢井製薬 三田工場（ジェネリック医薬品）
- アイリスオーヤマ 三田工場・関西支店・兵庫営業所・大阪営業所（プラスチック製品）
- 共和薬品工業 三田工場・リサーチセンター（ジェネリック医薬品）
- パトライト 三田工場（パトカー、救急車、非常停止表示などの回転灯：ほぼシェア100%）
- レンゴー 三田工場（段ボール等製造）
- 日本ピラー三田工場（パッキン・メカニカルシール製造）
- 神姫バス三田営業所
- 株式会社 ベルシステム24
- 新興化成（テクノ工場）

## 教育

### 大学
- 関西学院大学神戸三田キャンパス

### 短期大学
- 湊川短期大学

### 高等学校
- 兵庫県立有馬高等学校
- 兵庫県立北摂三田高等学校
- 兵庫県立三田西陵高等学校
- 兵庫県立三田祥雲館高等学校
- 三田学園高等学校
- 三田松聖高等学校
- 三田モードビジネス専門学校

### 中学校・小学校
通学区域の指定は市の公式HPによる。
市立校
| 小学校                   | 中学校                   | 小学校                   | 中学校                 |
| ------------------------ | ------------------------ | ------------------------ | ---------------------- |
| 三田市立三田小学校       | 三田市立八景中学校       | 三田市立富士小学校       | 三田市立富士中学校     |
| 三田市立三輪小学校       | 三田市立八景中学校       | 三田市立弥生小学校       | 三田市立富士中学校     |
| 三田市立松が丘小学校     | 三田市立八景中学校       | 三田市立狭間小学校       | 三田市立狭間中学校     |
| 三田市立広野小学校       | 三田市立長坂中学校       | 三田市立武庫小学校       | 三田市立狭間中学校     |
| 三田市立本庄小学校       | 三田市立長坂中学校       | 三田市立高平小学校       | 三田市立上野台中学校   |
| 三田市立ゆりのき台小学校 | 三田市立ゆりのき台中学校 | 三田市立母子小学校       | 三田市立上野台中学校   |
| 三田市立学園小学校       | 三田市立ゆりのき台中学校 | 三田市立志手原小学校     | 三田市立上野台中学校   |
| 三田市立あかしあ台小学校 | 三田市立ゆりのき台中学校 | 三田市立小野小学校       | 三田市立上野台中学校   |
| 三田市立藍小学校         | 三田市立藍中学校         | 三田市立けやき台小学校   | 三田市立けやき台中学校 |
| 三田市立つつじが丘小学校 | 三田市立藍中学校         | 三田市立すずかけ台小学校 | 三田市立けやき台中学校 |

私立校
- 三田学園中学校

### 特別支援学校
- 兵庫県立上野ケ原特別支援学校
- 兵庫県立高等特別支援学校
- 三田市立ひまわり特別支援学校

## 交通

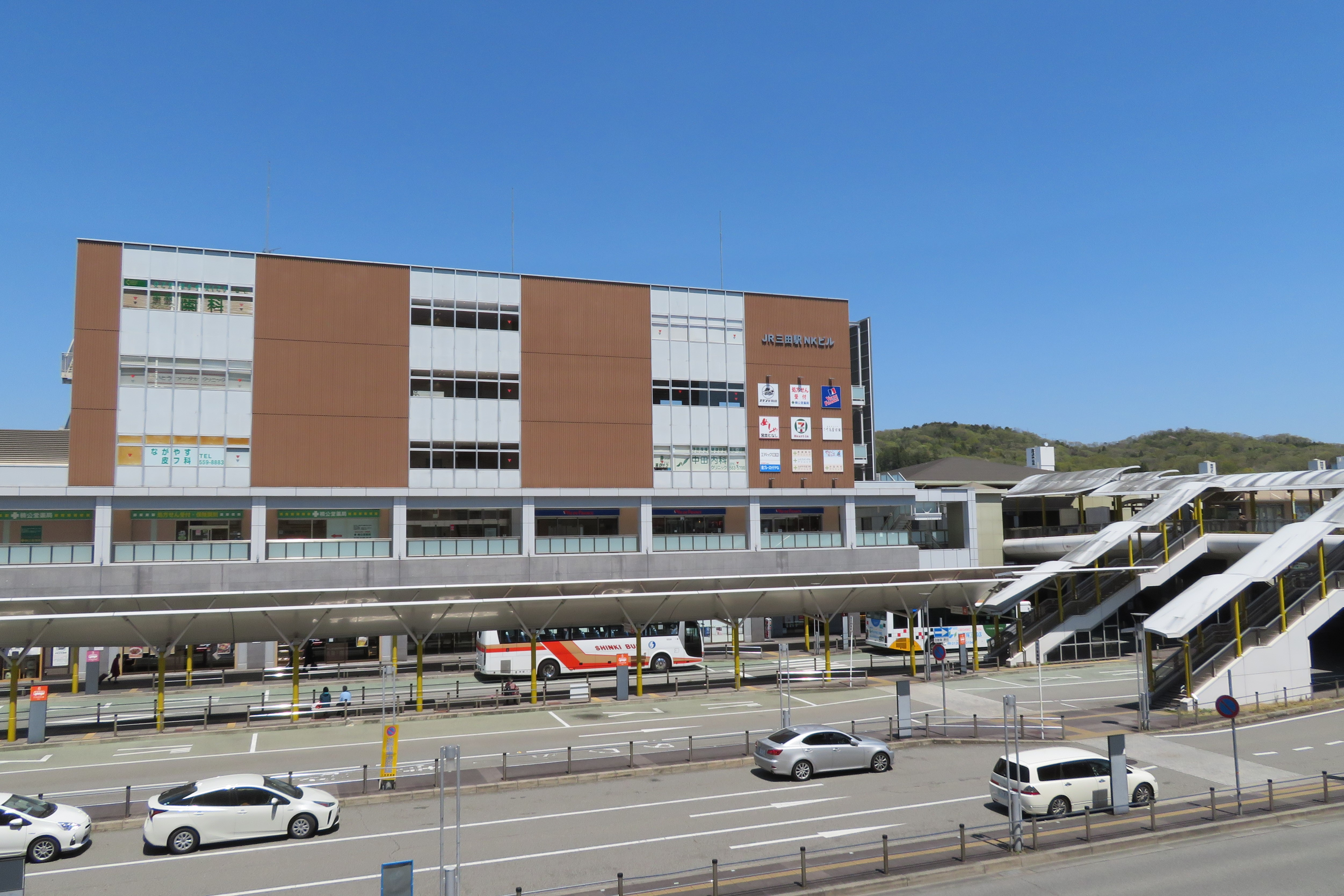
三田駅

### 鉄道
西日本旅客鉄道（JR西日本）
- 福知山線（JR宝塚線）
  - 三田駅 - 新三田駅 - 広野駅 - 相野駅 - 藍本駅

神戸電鉄
- 三田線
  - 横山駅 - 三田本町駅 - 三田駅
- 公園都市線
  - 横山駅 - フラワータウン駅 - 南ウッディタウン駅 - ウッディタウン中央駅

市の代表駅として中心的な役割を担っているのは、三田駅である。第2の中心となる駅は、ウッディタウン中央駅・新三田駅である。

### バス
優等路線としては、市の中心部や住宅地と新神戸駅・神戸三宮駅・神戸空港を高速道路経由で結ぶ特急三ノ宮線があり、神戸方面も短時間で結ばれている。朝ラッシュ時は10分間隔で運行されており、JR線や神戸電鉄線と競合関係にある。ただし、大阪梅田・神戸三宮から三田へは鉄道が圧勝となっている。大阪駅・新大阪駅方面の路線については、1999年に福知山高速線が廃止となったが、2018年より新大阪 - 三田線が運行されている。
- 神姫バス - 市内に三田営業所を持ち市内全域に路線を持つ。現在では独占状態で[34]、これは戦時中の陸運業統合の際、三田市は北摂ではなく播磨・丹波のブロックに編入されたことが要因でこのようなことになった。

### 道路
- 高速道路
  - 舞鶴若狭自動車道 - 三田西IC
  - 中国自動車道 - 神戸三田IC
- 国道
  - 国道176号
- 有料道路
  - 六甲北有料道路（北神バイパス）
- 都道府県道
  - 兵庫県道17号西脇三田線
  - 兵庫県道20号加古川三田線
  - 兵庫県道37号三田後川上線
  - 兵庫県道38号三木三田線
  - 兵庫県道49号三田篠山線
  - 兵庫県道68号川西三田線
  - 兵庫県道75号小野藍本線
  - 兵庫県道92号三田西インター線
  - 兵庫県道95号灘三田線
  - 兵庫県道141号黒石三田線
  - 兵庫県道182号相野停車場線
  - 兵庫県道308号曽地中三田線
  - 兵庫県道309号福住三田線
  - 兵庫県道310号上本荘藍本線
  - 兵庫県道314号大川瀬吉川線
  - 兵庫県道323号上佐曽利木器線
  - 兵庫県道507号島川原線
  - 兵庫県道570号有馬富士公園線
  - 兵庫県道720号テクノパーク三田線（三田幹線）

## 放送
市内のテレビ放送は、地上アナログ放送時代は大阪府の生駒山から発せられる電波が六甲山系に遮られ難視聴地域であったため、民間のケーブルテレビが発達し多くの世帯はケーブルテレビを通じて視聴していたが、地上デジタル放送に移管後は近畿広域圏の放送は西宮市山口町の丸山山上(378m)にある西宮山口中継局から送信されており、ニュータウンや市街地であれば通常に電波受信が可能となっている。但し、テレビ大阪は大阪府の生駒山のTV塔からの送信だけであり、その電波が受信できる世帯に限り視聴可能である。ケーブルテレビ運営会社もネットサービスなどを充実させており、電波状況や住環境に合わせて選択もできる。

## 北摂三田ニュータウン
三田市は1980年代からの北摂三田ニュータウン（フラワータウン・ウッディタウン・カルチャータウン・北摂三田テクノパークの4団地で構成）開発を軸に発展してきた。これらの都市開発は多摩や千里の問題点を改善して計画され、事業に長期間かけたのが特長である。開発面積の合計は1,200haにも及ぶ。さらに、これらの開発が呼び水となり市内では民間主導の開発が活発化した。ゴルフ場跡地やニュータウン近隣の山林造成などで宅地を開発するとともに、ニュータウンにならい○○タウンと称して分譲され、三田市が1988年から1997年まで10年連続で人口増加率日本一となる一因ともなった。2006年11月時点のニュータウンの人口は三田市人口のほぼ半数にあたる56,521人。2010年11月現在では58,721人となっている。
なお、北摂三田ニュータウンの既設4団地と、神戸市域の藤原台地区および北神戸第1〜3地区（神戸リサーチパーク）の4団地を足した計8団地は、総面積2,000haにおよぶ神戸三田国際公園都市と称される。

### 市内の主なニュータウン

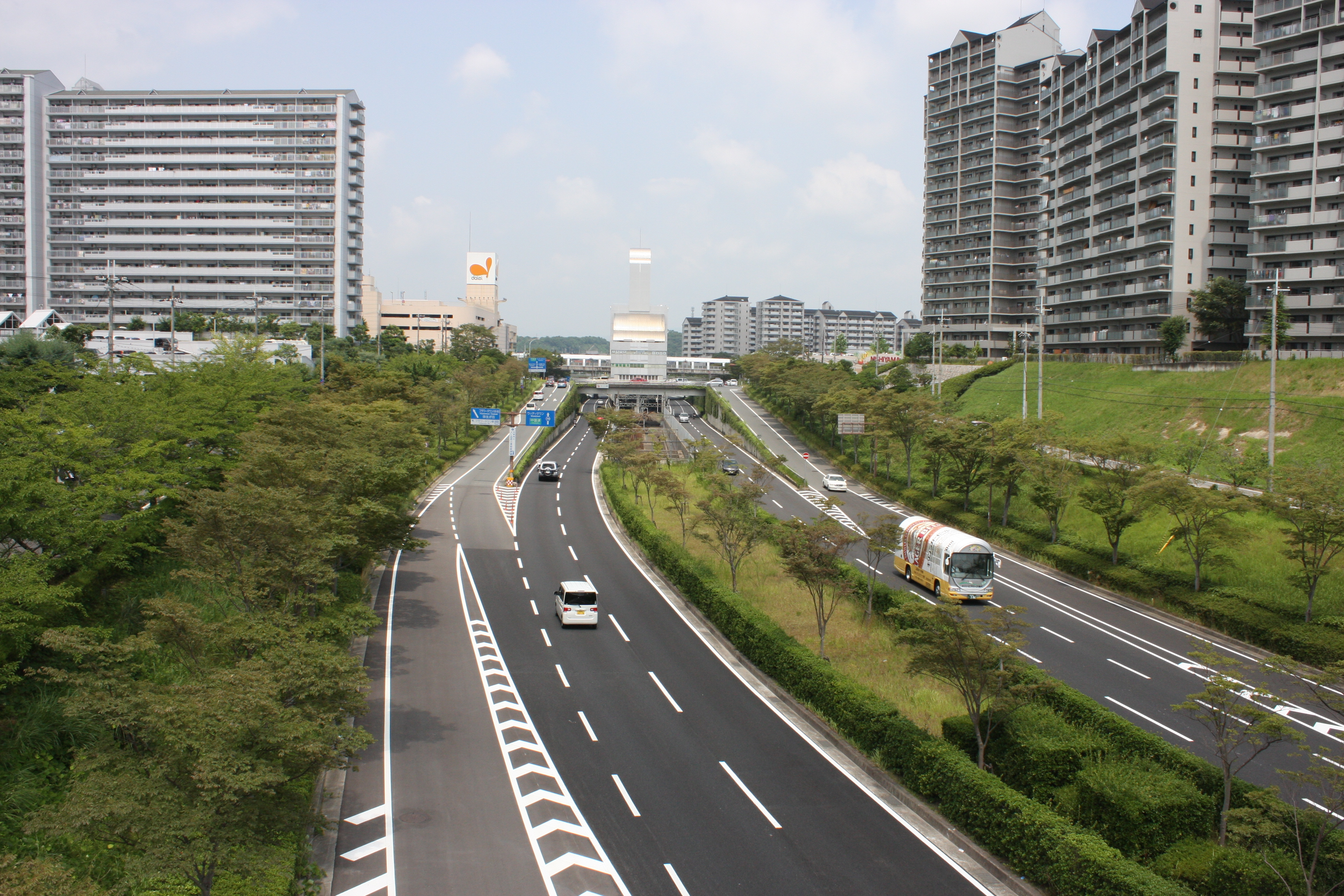
フラワータウンの街並み

- フラワータウン
  - 武庫が丘
  - 狭間が丘
  - 弥生が丘
  - 富士が丘
- ウッディタウン
  - すずかけ台
  - けやき台
  - あかしあ台
  - ゆりのき台
- カルチャータウン
  - 学園
- その他
  - 友が丘
  - つつじが丘

## 名所・旧跡・観光スポット
- 花山院菩提寺 - 西国三十三所番外。
- 貴志城跡
- 三田城跡（三田陣屋跡）
- 下田中城
- 旧九鬼家住宅 - 兵庫県指定文化財。
- 妙三寺 - 三好達治が幼少期に過ごした。
- 福島大池

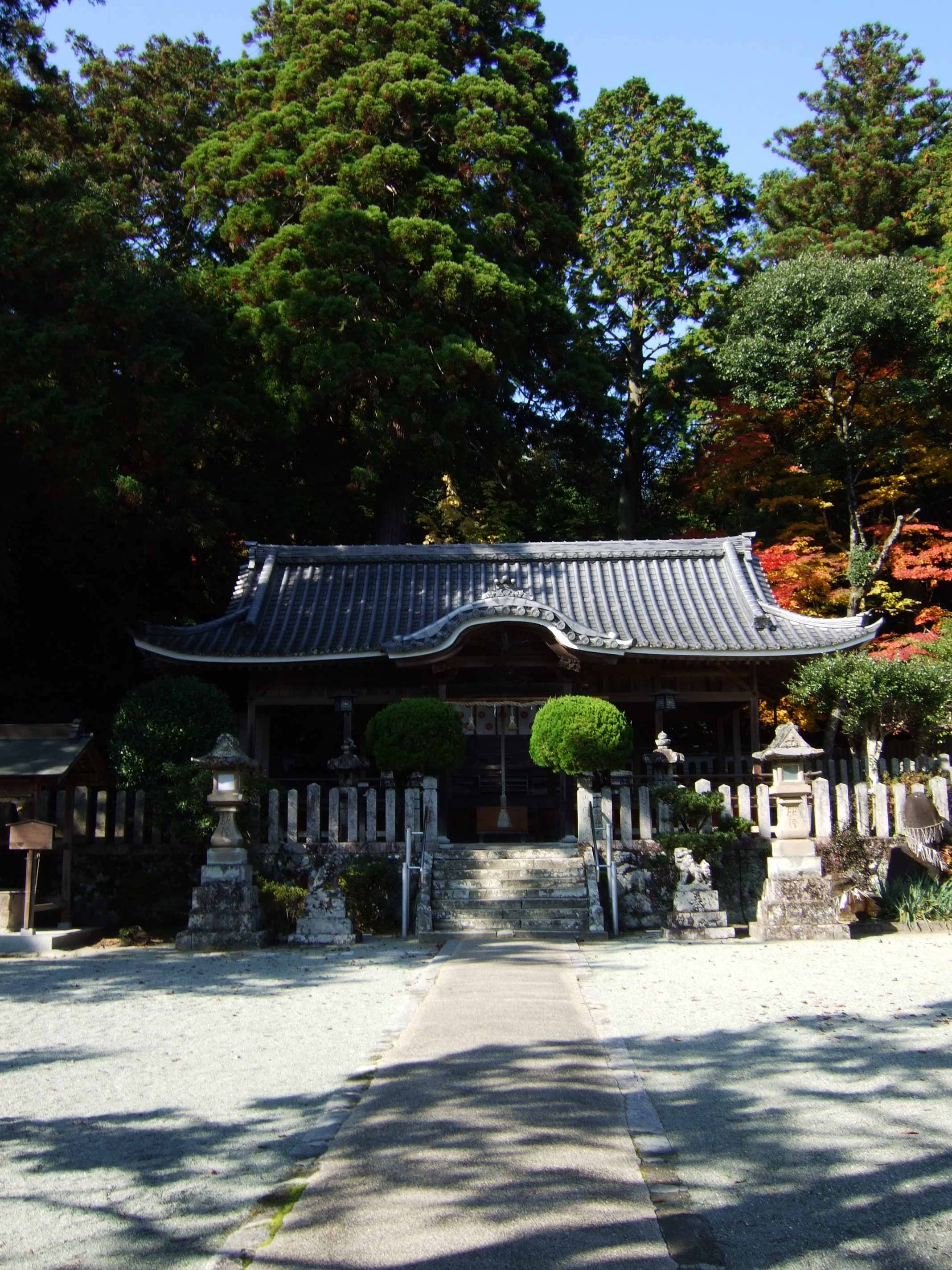
御霊神社

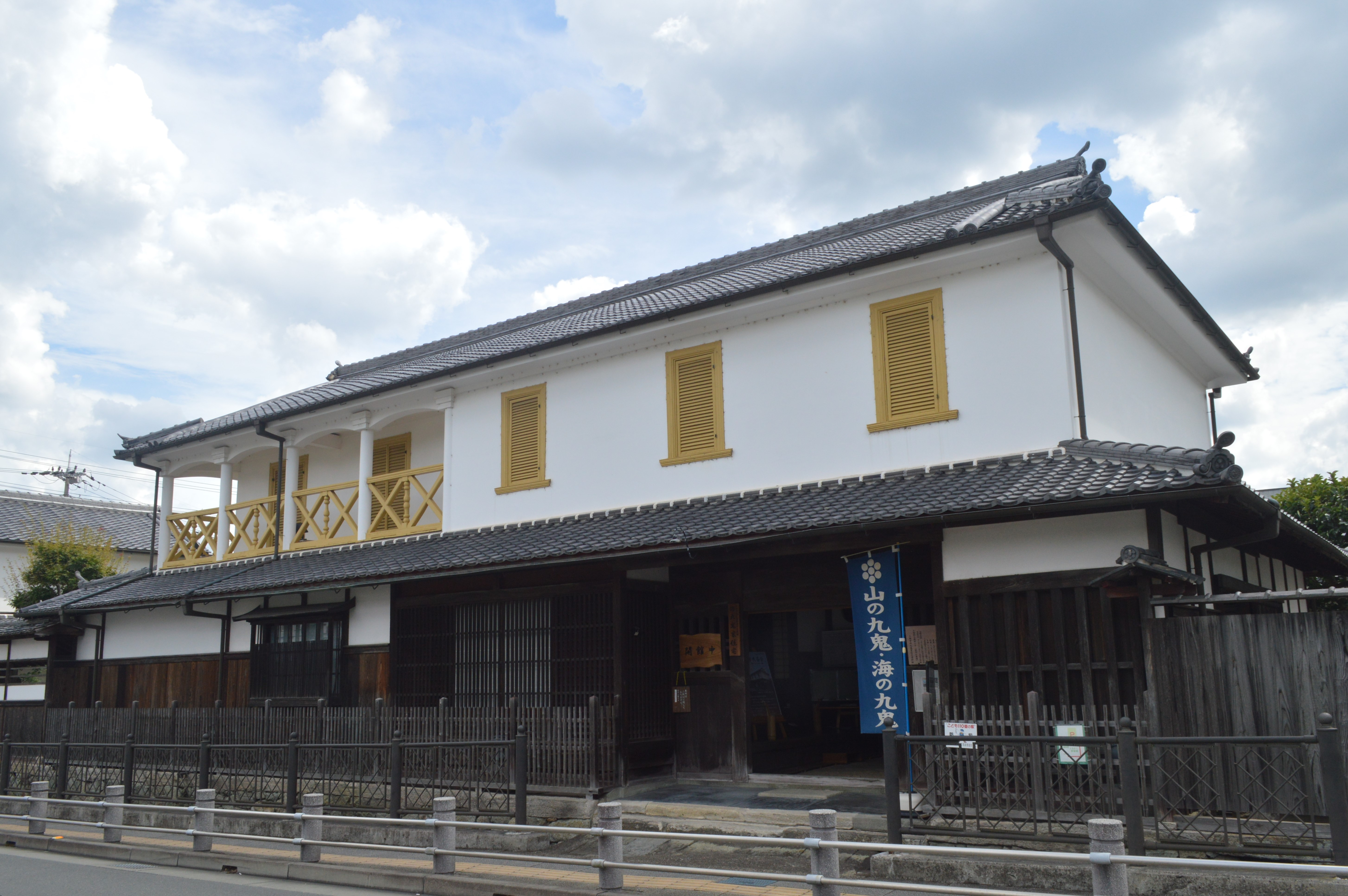
旧九鬼家住宅

- 虚空蔵山 (兵庫県) - 初日の出で知られる。
- 羽束山
- 千丈寺山
- 高売布神社 - 本殿は国の重要文化財。
- 御霊神社 - 本殿は国の重要文化財。
- 住吉神社 - 本殿は国の重要文化財。
- 永澤寺と花菖蒲園
- 三田天満神社
- 金心寺 - 三田城御下屋敷黒門が移築されている。
- 心月院 - 白洲次郎と白洲正子、三田藩主九鬼家の菩提寺。
- 弥勒寺
- 青野ダム

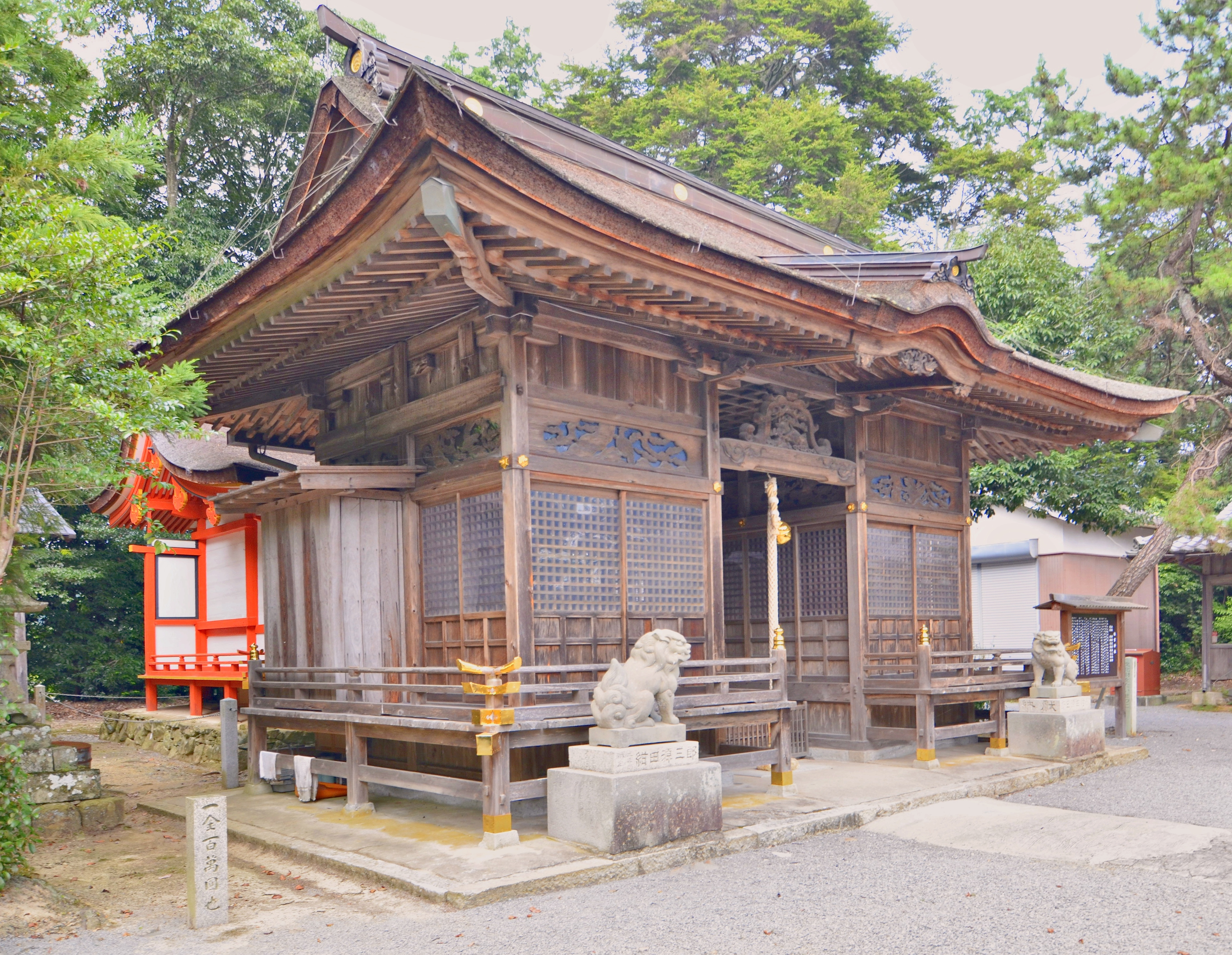
住吉神社
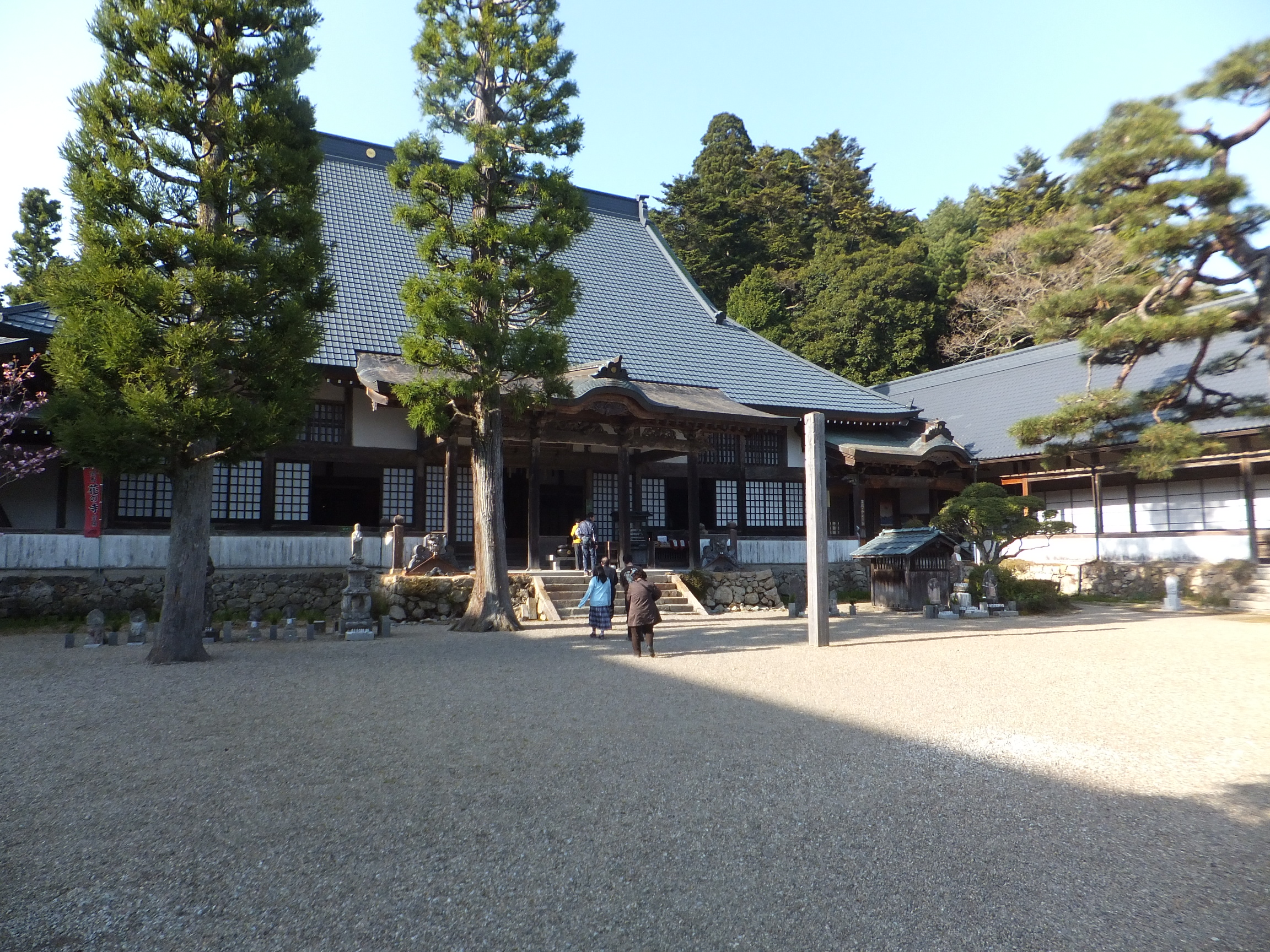
永澤寺

## 祭事・催事
- 三田まつり
- 三田マダン

## 著名な出身者
- 岡崎慎司（サッカー選手）
- 尾崎優成（サッカー選手）
- 隅谷百花（アイドル）
- 藍田真一（シンガーソングライター）
- 伊勢孝夫（プロ野球選手）
- いときん（ET-KING）（ミュージシャン）[35]
- 大岡仁（バイオリニスト）[35]
- 川本幸民（蘭学者）
- 旭堂南左衛門（講談師）
- 九鬼隆一（文部官僚、帝国博物館総長、九鬼周造の父）
- 國生千代（東海テレビアナウンサー)
- 小林春彦（講演家、コラムニスト、作家、読者モデル、DO-IT Japan第一期生）
- 吉岡友見 (吉本新喜劇芸人)
- 近田怜王（プロ野球選手・元福岡ソフトバンクホークス）
- 元良勇次郎（心理学者）
- 坂井秀至（棋士）[35]
- 佐川ピン芸人（お笑い芸人、しもふりチューブの作家）[36]
- 佐藤勇（宮城県栗原市長、合併後初代市長）
- 歳脇将幸（漫画家） [37]
- 下山定則（初代国鉄総裁、下山事件参照）
- 白洲退蔵（実業家、白洲次郎の祖父）
- 田中成明（法哲学者）
- 橘与四郎（画家）
- 伊達朱里紗（声優、プロ雀士）
- 玉岡金太（プロレスレフェリー）
- 水流麻夏（女子プロ野球選手）
- 榛名由梨（宝塚歌劇団月組・花組男役トップスター）[35]
- 林佳祐（ヴィッセル神戸）[35]
- 濱野隼大（神戸製鋼コベルコスティーラーズ）
- 丸元大成（プロボクサー）
- 増田倫子（桜 (お笑いコンビ)、実業家）
- 森山漠（ラグビー選手）
- 横山エンタツ（漫才師）
- ねぎ（ドラマー・Novelbrightドラム担当）
- 加守哲朗 (テレビ大阪アナウンサー)
- 堀江陽（あきんどスシロー社長）
- SHO-SENSEI!! (HIPHOPアーティスト)

## ご当地キャラクター
- キッピー、ハッピー、チャッピー（市のマスコットキャラクター）[38]
- えべっちゃん（町おこし市民グループさしすせその会）[39]
- ほっくん、くーちゃん、さっちゃん、だーくん（北摂三田高校）[40]
- くーも（三田祥雲館高校）[40]
- 三田剛君、横山愛ちゃん（三田学園）[40]
- 愛の妖精さっちゃん（社会福祉法人三田市社会福祉協議会）[41]